# Liste der Kirchen und Kapellen im Landkreis Rosenheim
Diese Liste enthält Kirchen und Kapellen im Landkreis Rosenheim.

## Albaching
- Pfarrkirche St. Nikolaus, spätbarock, 1790 errichtet, nach Plan von Matthias Rösler unter Verwendung älterer Bauteile, Turm 1811 nach Plan von Gustav Vorherr
- Zell: Martersäule
- Albaching-Doktorberg: alte Straßenkapelle mit mod. Christophorusrelief
- Albaching-Bermaier: Straßenkapelle
- Albaching-Unterach: Hofkapelle als Lourdeskap

## Amerang
- Kath. Pfarrkirche St. Rupert[1] erstmals 1354 urkundlich erwähnt, barocke Schnitzereien und schöne Rotmarmor-Grabsteine,
- Meilham: Kath. Filialkirche St. Peter, erbaut um 1480/90, spätgotischer Bau mit Wand- und Deckenmalerei, Schnitzfiguren aus dem 15. und 16. Jahrhundert
- Amerang: Dorfkapelle der Familie Stein.
- Amerang: Private Hofkapelle.
- Achen: Hofkapelle Achen, aus der Barockzeit;
- Evenhausen: Kath. Pfarrkirche St. Peter, urkundlich erwähnte Pfarrei seit 1360, jetzt spätgotisches Bauwerk aus dem Jahr 1460, im 17. Jh. barockisiert; mit Ausstattung. – Friedhofskapelle, barock.;
- Hamberg: Hofkapelle im Stil der Neoromanik; neuromanisch, 2. Hälfte mit Ausstattung; 19. Jh.;
- Kirchensur: Kath. Filialkirche St. Bartholomäus; gotische Anlage, 14./15. Jh.; mit Ausstattung; mit Friedhofsummauerung.;
- Obersur: Kapelle
- Stephanskirchen: Kath. Filialkirche St. Stephan, 15. Jahrhundert, Chor und Turm aus der Spätgotik,

## Aschau im Chiemgau

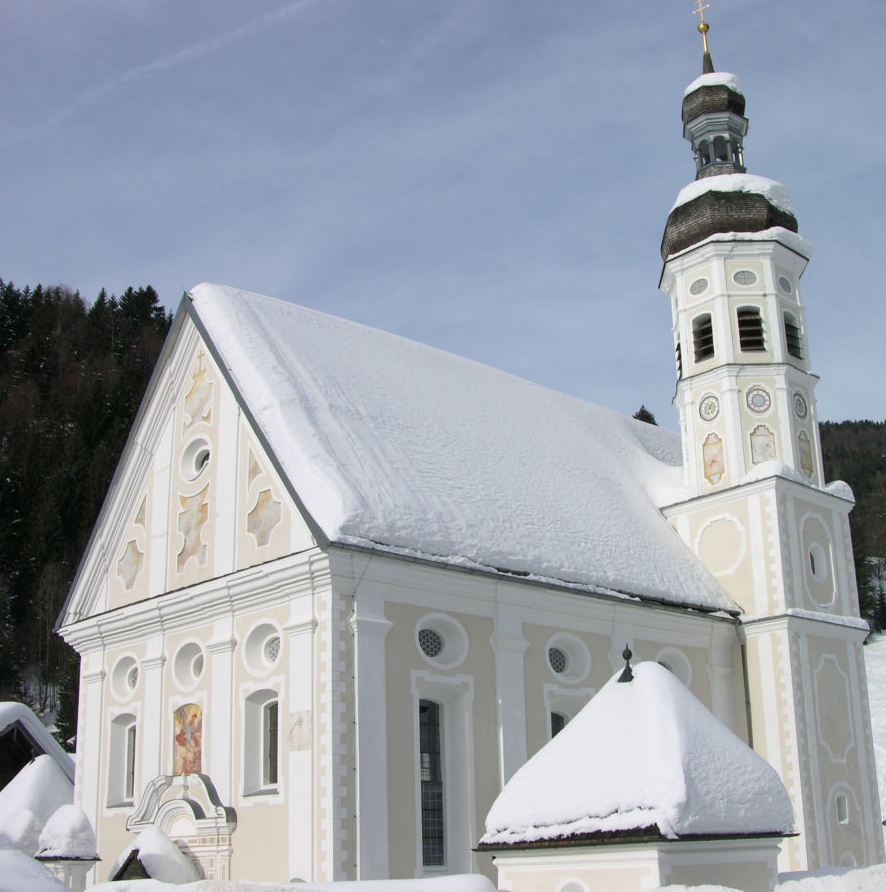
Pfarrkirche St. Michael

- Pfarrkirche Zur Darstellung des Herrn
- Evangelische Friedenskirche
- Kreuzkapelle neben der Pfarrkirche
- Schlosskapelle Zur Hlst. Dreifaltigkeit, 1637/39, umgebaut 1908 durch Max Ostenrieder; mit Ausstattung. Kaplanhaus, 17. Jh., angebaut an die Kapelle; unter Denkmalschutz
- Hohenaschau: Kapelle zur Schmerzhaften Rast Jesu Christi (Rastkapelle): frühbarocker Bau, 1647/48; mit Ausstattung; unter Denkmalschutz
- Hohenaschau: Kapelle zu den Hl. 7 Zufluchten (Restkapelle): als Holzkapelle 1668 gebaut, neu als Steinkapelle 1766 errichtet, renoviert 1994
- Hohenaschau: Rund-Kapelle auf dem Hügel
- Hainbach: Feldkapelle Maria Krönung: errichtet in der 2. Hälfte des 17. Jhs. Jetzige erbaut 1841; an der Bernauer Straße
- Höhenberg: Filialkirche und ehemalige Wallfahrtskirche Hl. Kreuz
- Höhenberg: Feldkapelle als Marienkapelle
- Engerndorf: Fischerkapelle, Flurkapelle St. Maria
- Hohenaschau am Hammerbach: offene Nepomukkapelle

### Bergkapellen
- Riesenalm: Almkapelle am Riesenplateau (im Hochriesgebiet)
- Schlechtenbergalm: Schlechtenbergkapelle (im Kampenwandgebiet)
- Steinlingalm: Gedächtniskapelle
- Zu unserer Lieben Frau: Lieben-Frau-Kapelle (im Kampenwandgebiet), kleine hölzerne Nischenkapelle mit Maria Lourdes.

### Gemeindeteil Sachrang
- Pfarrkirche St. Michael
- Bach: Kettenkapelle Mater Dolorosa
- Schwarzenstein: Hofkapelle beim Hof am Schwarzenstein
- Stein: Schulkapelle St. Antonius von Padua
- Huben: Hofkapelle
- Landesgrenze zu Tirol: Ölbergkapelle St. Rupert

## Babensham
- Pfarrkirche St. Martin.[2]
- Odelsham: Kirche St. Ulrich.
- Babensham: am Kapellenberg: Marienkapelle.
- Schloss Penzing: Schlosskapelle St. Johann.
- Penzing: Straßenkapelle mit Marienfigur.
- Blaufeld: Christophoruskapelle
- Obermühle: Lourdeskapelle.
- Walterstetten: Nischenstele mit Kreuzgruppe.
- Kirchloibersdorf: Kath. Filialkirche St. Peter, spätgotisch, um 1445, barockisiert Anfang 18. Jh. und 1744; mit Ausstattung; Friedhofsummauerung 18. Jh.; unter Denkmalschutz
- Schönberg: Kirche St. Jakobus
- St. Leonhard am Buchat: St. Leonhard am Buchat
- Tötzham: Kirche St. Johannes Baptist.
- Holzwimm: Wallfahrtskapelle Bründlkapelle oder Frauenbrünnl, Mitte 19. Jh.; hölzernes Brunnenhäusel, 2. Hälfte 19. Jh.; mit Ausstattung; nordwestlich im Wald; unter Denkmalschutz
- Hopfgarten: Pestkapelle Mater, 1879; mit Ausstattung; an der Straße bei Warmeding; unter Denkmalschutz
- Kling: Hofkapelle St. Maria von Lourdes
- Loibersdorf: Hofkapelle im Betriebsgebäude.
- Sicking: Nischenkapelle mit Lourdesgrotte.
- Stadlern: Kirche St. Ulrich.
- Titlmoos: Kirche St. Paul
- Titlmoos: Flurkapelle St. Maria, 1. Hälfte 19. Jh.; mit Ausstattung; unter Denkmalschutz
- Titlmoos: Hofkapelle St. Josef

## Bad Aibling

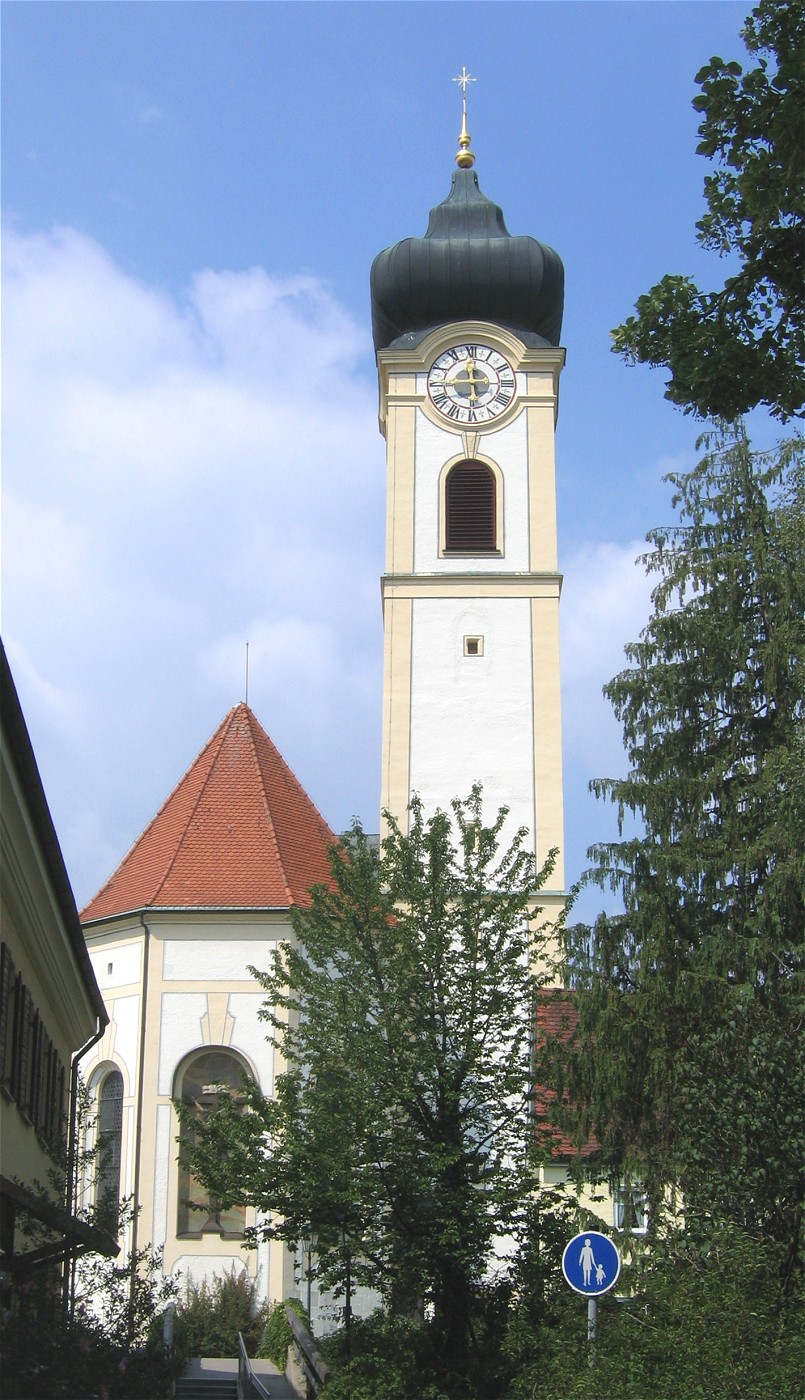
Kirche Maria Himmelfahrt

- Kath. Stadtpfarrkirche Mariä Himmelfahrt, barocke Anlage, 1755/56 von Abraham Millauer nach Plan von Michael Fischer; mit Ausstattung; unter Denkmalschutz
- St. Vituskirche Mietraching gotischer Tuffquaderbau
- Filialkirche St. Sebastian (später Barock, Gemeinde Mariä Himmelfahrt) barocke Anlage, 1766/68; mit Ausstattung; unter Denkmalschutz
- Ellmosen: St. Margaretha, Ende 14. Jh.
- Berbling: Heilig-Kreuz-Kirche, Rokokoanlage, 1751–56 errichtet von Philipp Millauer; mit Ausstattung; Friedhofsummauerung mit Friedhofskapelle, wohl 1756; unter Denkmalschutz
- St. Jakobskirche Willing (1697)
- Christuskirche Bad Aibling (1904)

## Bad Endorf
- St. Jakobus d. Ältere, katholische Pfarrkirche, 1855 nach Plänen von Albert Lucas errichtet
- Evang.- luth. Pfarrkirche
- Antwort: Filial- und Wallfahrtskirche Mariä Himmelfahrt, barocke Anlage von Lorenzo Sciasca, 1687/88; Friedhofsummauerung, 17./18. Jh.
- Stephanskirchen: Kath. Filialkirche St. Rupertus und Laurentius, neugotische Anlage, 1895/87, Turm nach 1945
- Hirnsberg: Kath. Filialkirche Maria Himmelfahrt, spätgotische Anlage, 15. Jh.
- Holzen (Gem. Hirnsberg) Feldkapelle, 18. Jh.; nordöstlich des Ortes.
- Rain: Kath. Filialkirche St. Andreas, spätgotische Anlage, 2. Hälfte 15. Jh.; ummauerter Friedhof
- Kreuzbichel (Gem. Hirnsberg) Feldkapelle, 18. Jh.; unterhalb der Straße nach Hirnsberg
- Schloss Hartmannsberg: Kapelle, 1737
- Mauerkirchen: Kath. Filialkirche St. Johannes und Paulus, spätgotische Anlage, geweiht 1496
- Rachental: Kath. Kapelle St. Michael, 1699 erbaut
- Thalkirchen: St. Andreas Kirche
- Teisenham: Kath. Filialkirche St. Michael, erbaut 1699/70
- Patersdorf: Nebenkirche St. Petrus, spätgotische Anlage, Ende 15. Jh.

## Bad Feilnbach

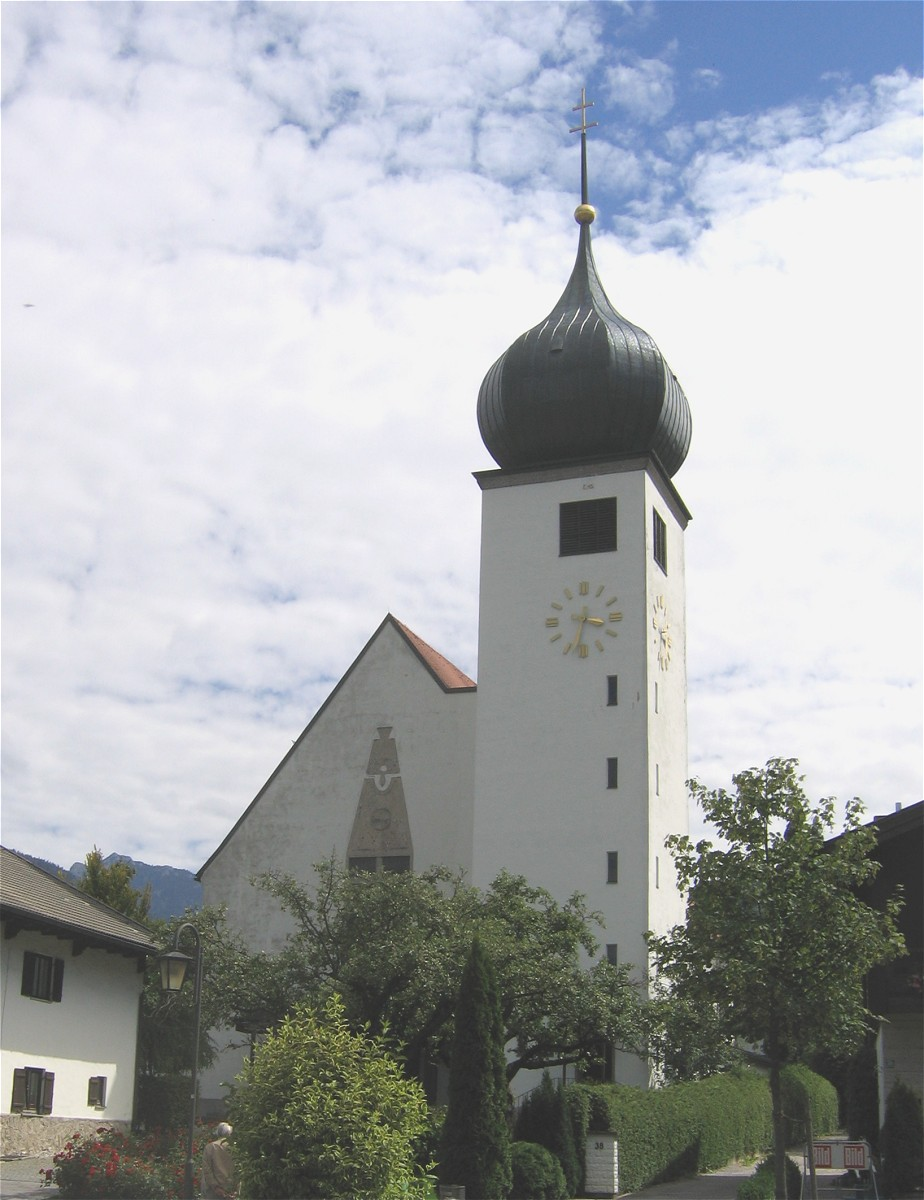
Pfarrkirche Herz Jesu

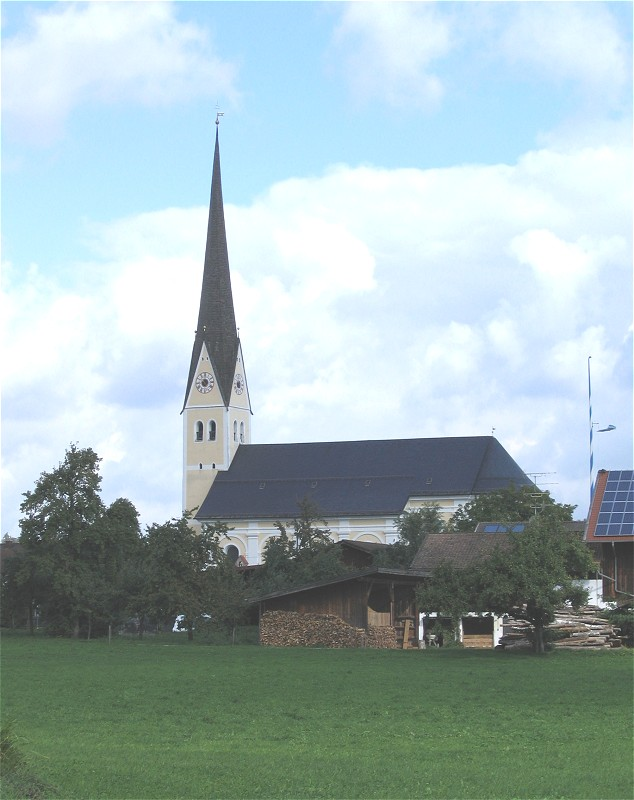
Pfarrkirche St. Martin in Au

- Kath. Pfarrkirche Herz Jesu, erbaut 1955; mit historischer Ausstattung; unter Denkmalschutz
- evangelische Kirche: Kapelle zum Guten Hirten
- Gartenkapelle Maria Rast
- Hofkapelle beim Sägewerk
- Gundelsberg: Hofkapelle
- Lippertskirchen: Wallfahrtskirche Mariä Himmelfahrt, im Kern 15. Jh., spätbarocker Ausbau 1788
- Wiechs: Kirche St. Laurentius, im Kern spätgotisch, barocker Ausbau 1754/58 durch Hans Thaller

### GemeindeteilAu bei Bad Aibling
- Katholische Pfarrkirche St. Martin, barocke Anlage, 1719 durch Abraham Millauer errichtet
- Sog. Taxakapelle, 1649/50, barocker Ausbau 1748 wohl durch Philipp Millauer
- Flurkapelle, im Nordosten des Ortes, erbaut im Jahr 1978 aus Anlass der gelungenen Flurbereinigung
- Von Brettschleipfen nach Altenburg: Kreuzwegkapelle nach der zweiten Station: Holzkapelle zu St. Maria Magdalena 19. Jh.; südlich im Wald; unter Denkmalschutz
- Von Brettschleipfen nach Altenburg: Kreuzwegkapelle nach der fünften Station: Marienkapelle
- Altenburg: Florianskapelle Kreuzwegkapelle als Nischenkapelle am Weg zwischen Altenburg und Rastkapelle
- Altenburg: Rastkapelle 1844/45 errichtet; dem hl. Franz Xaver geweiht; mit Ausstattung; unter Denkmalschutz
- Engelsried: Hofkapelle
- Karrenhub: Hofkapelle vom gegeißelten Heiland

### GemeindeteilDettendorf

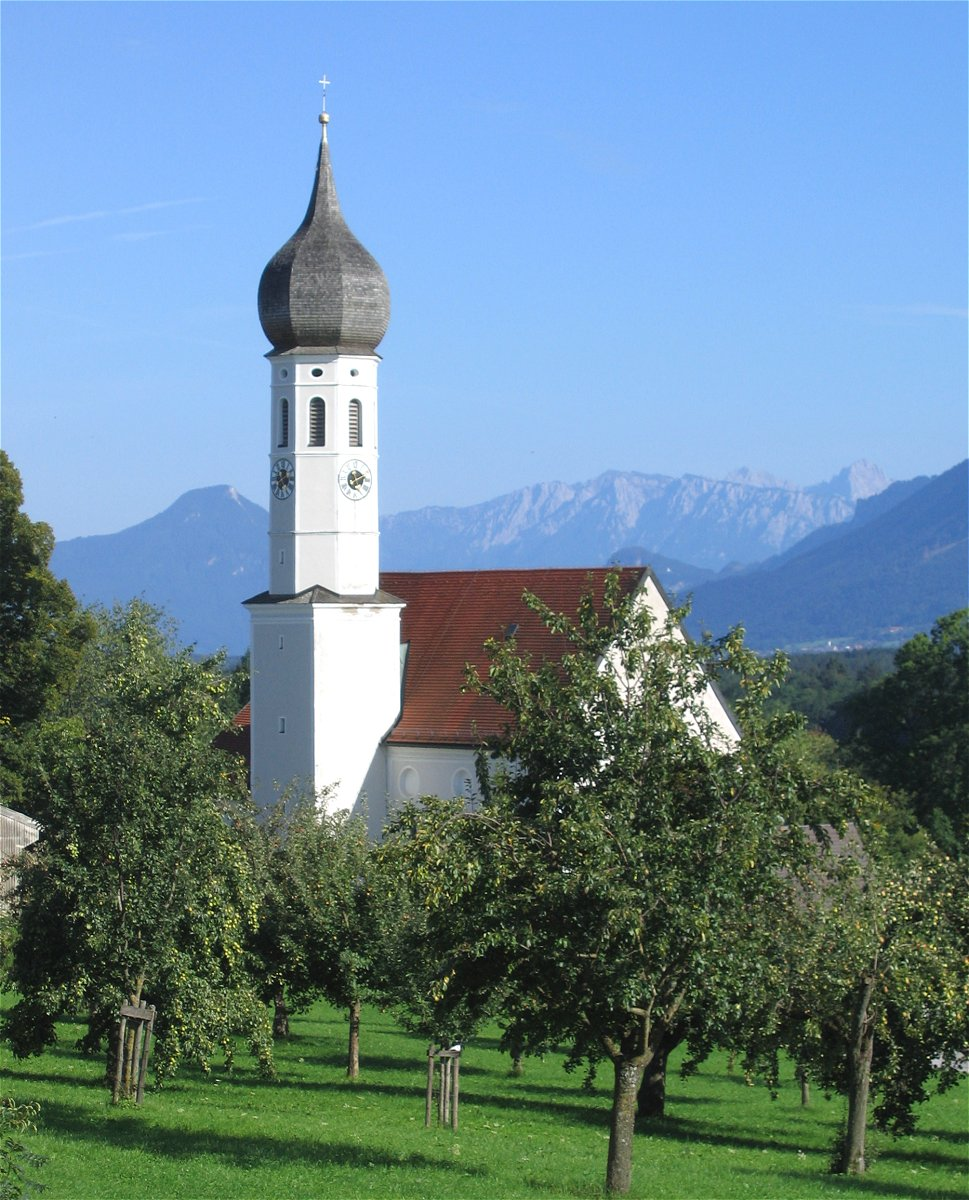
Filialkirche St. Korbinian in Dettendorf

- Kirche St. Korbinian, barocke Anlage, 1669, ausgebaut 1735
- Sonnenham: Kapelle
- Steinwies: Leonardikapellchen

### Gemeindeteil Kematen
- Filialkirche St. Martin und Korbinian, im Kern mittelalterlich, Ausbau im 18. Jh. und 1814

### Ortsteil Litzldorf
- Pfarrkirche St. Michael, barocke Anlage, 1708 von Abraham Millauer errichtet
- Lourdeskapelle
- Flurkapelle St. Maria
- Altofing: Kapelle Maria Hilf, 19. Jahrhundert

### Bilder

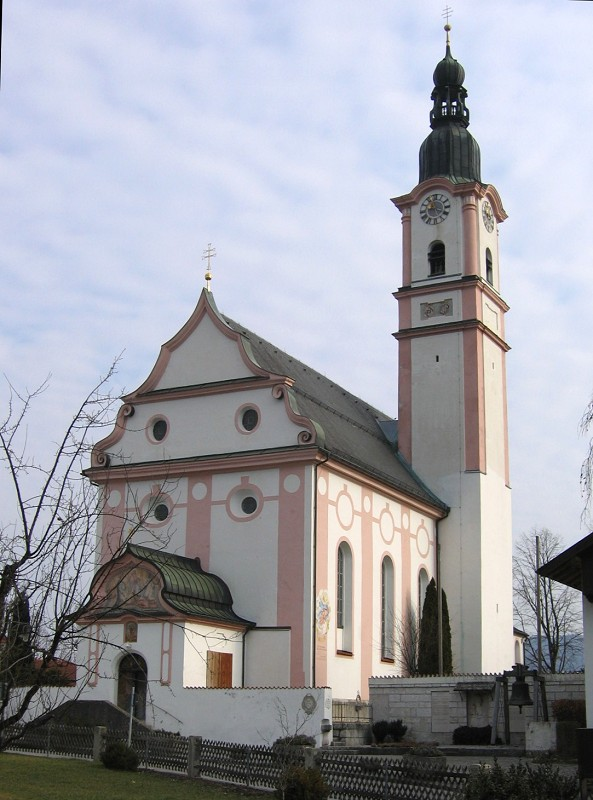
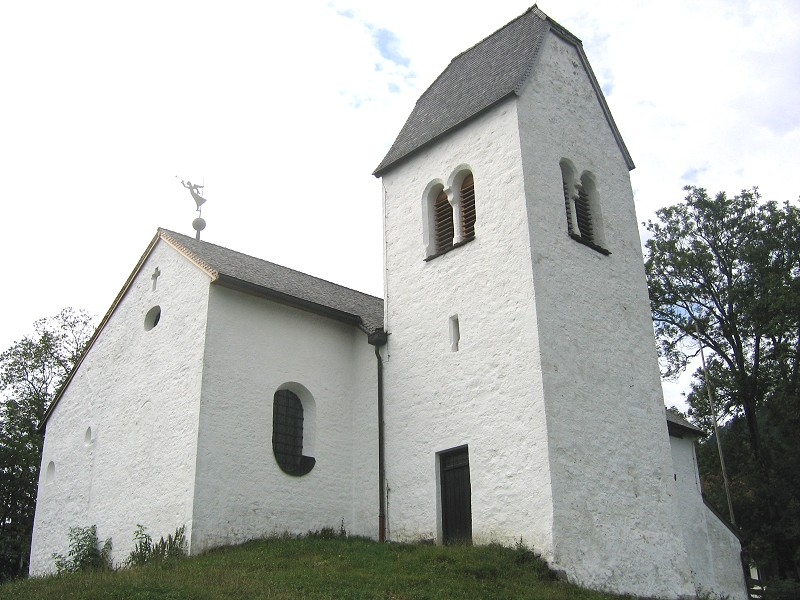

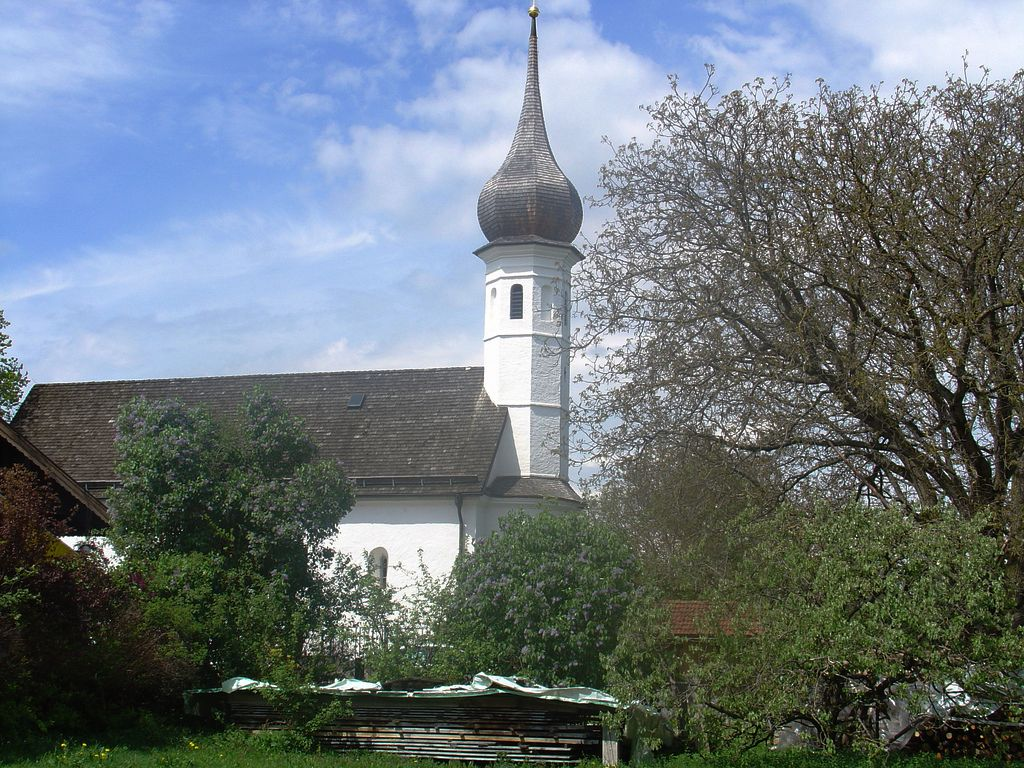
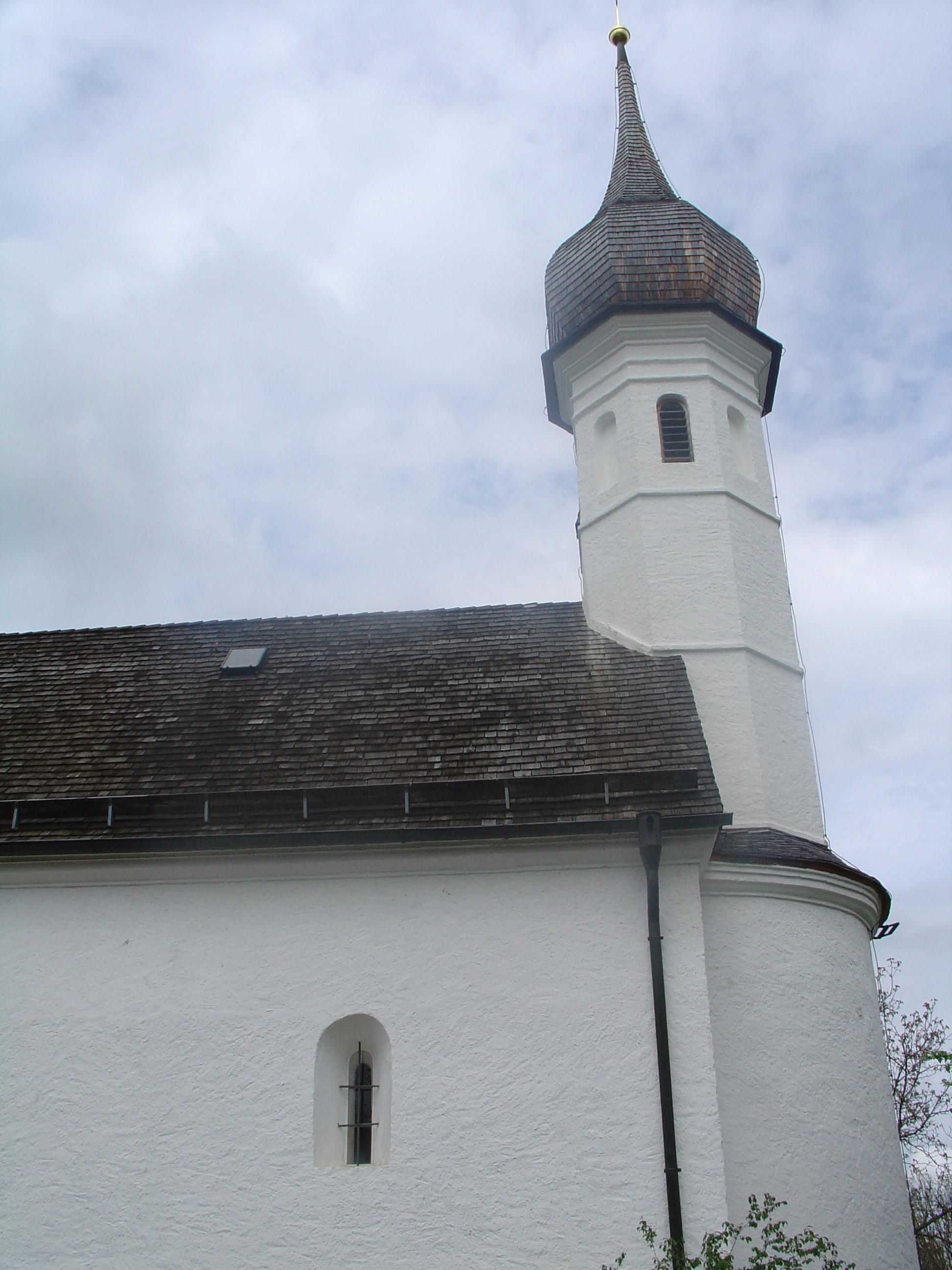

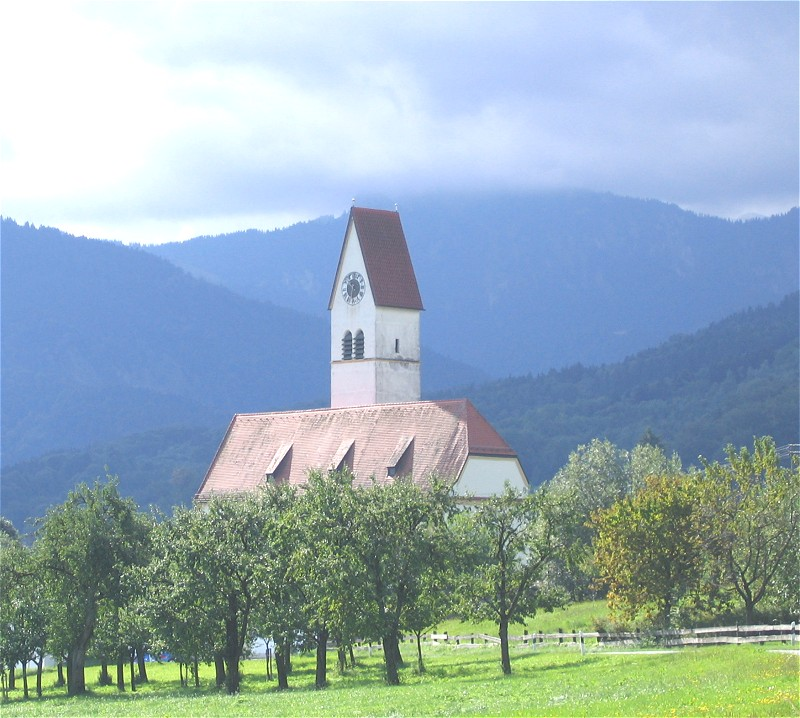
Filialkirche Mariä Himmelfahrt in Lippertskirchen
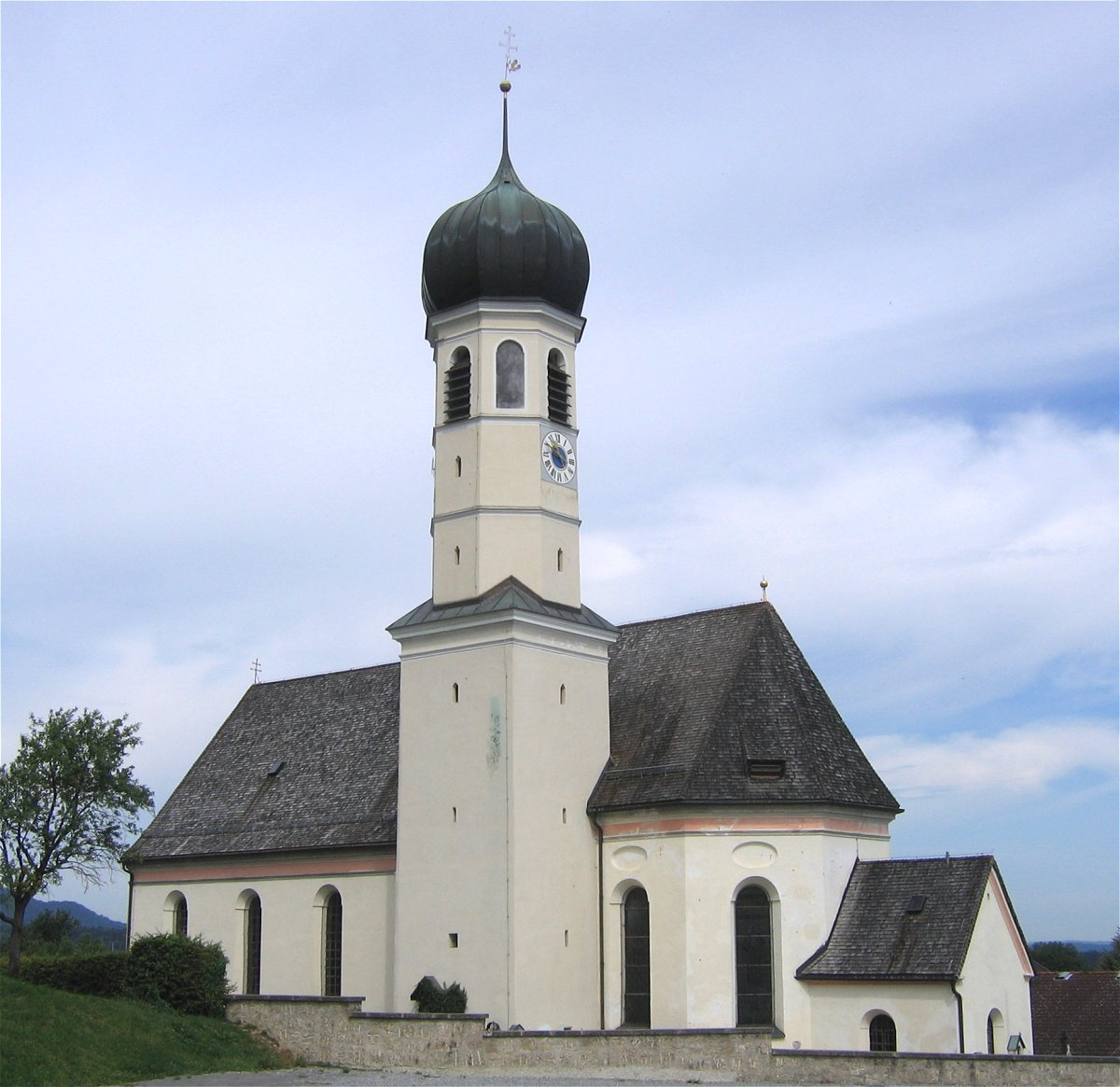
St. Michael, Litzldorf
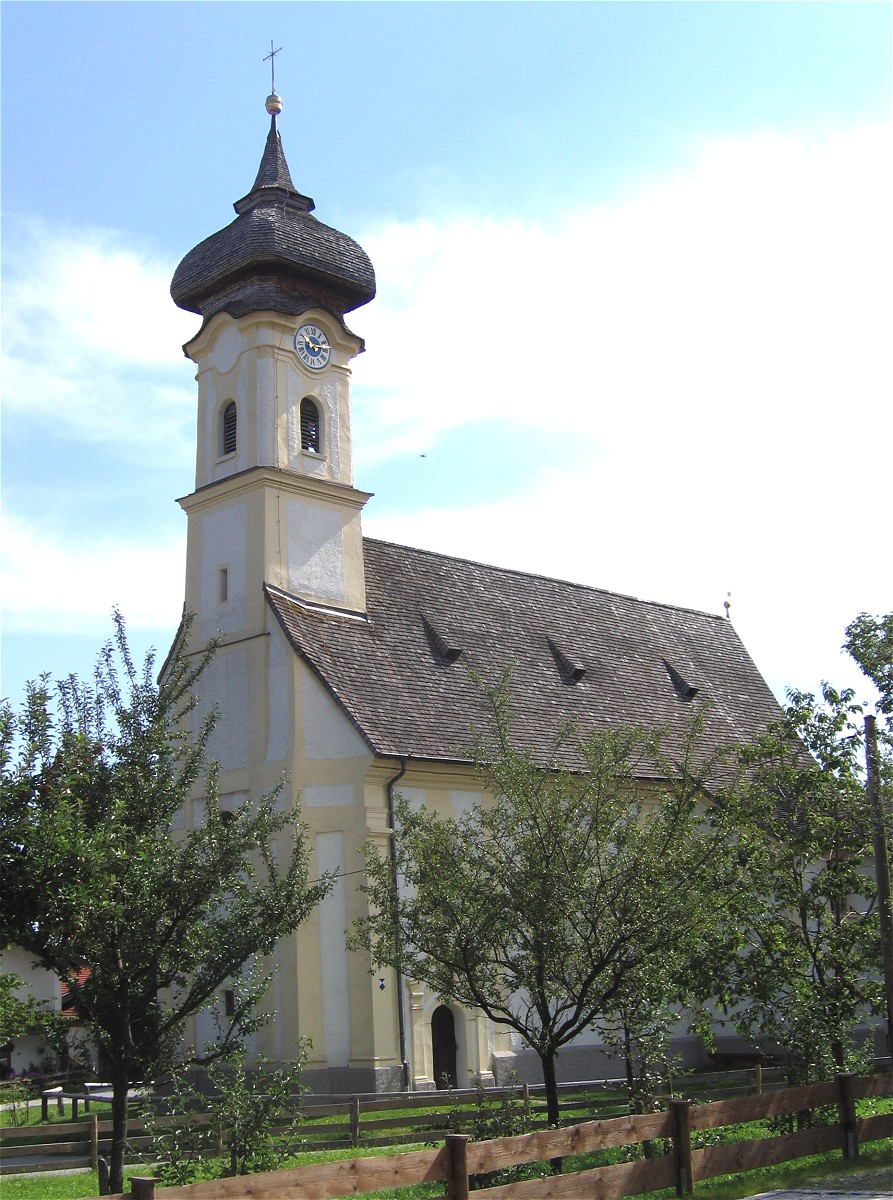
Filialkirche St. Sixtus oder St. Laurentius?
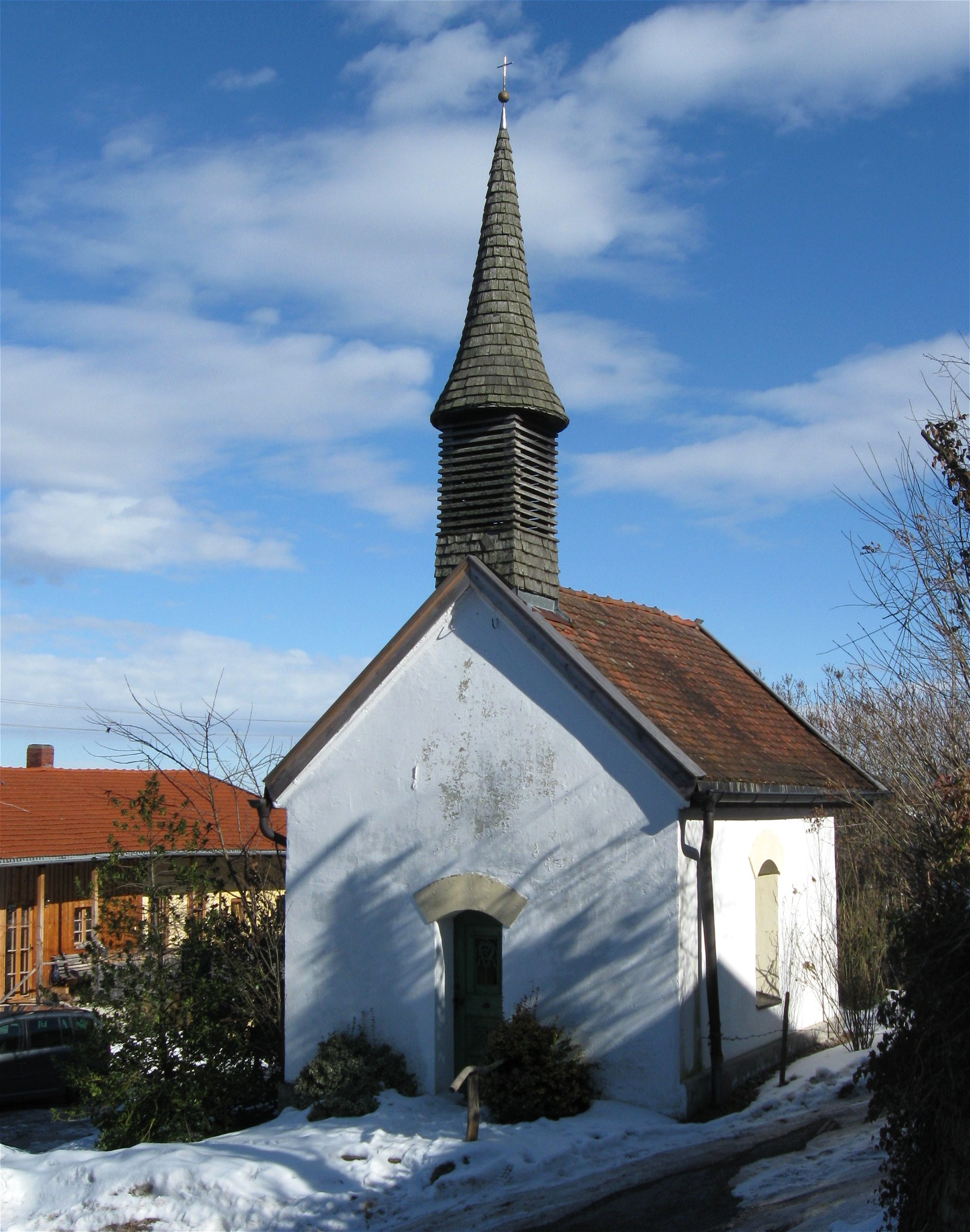
Altofing, Kath. Kapelle Maria Hilf
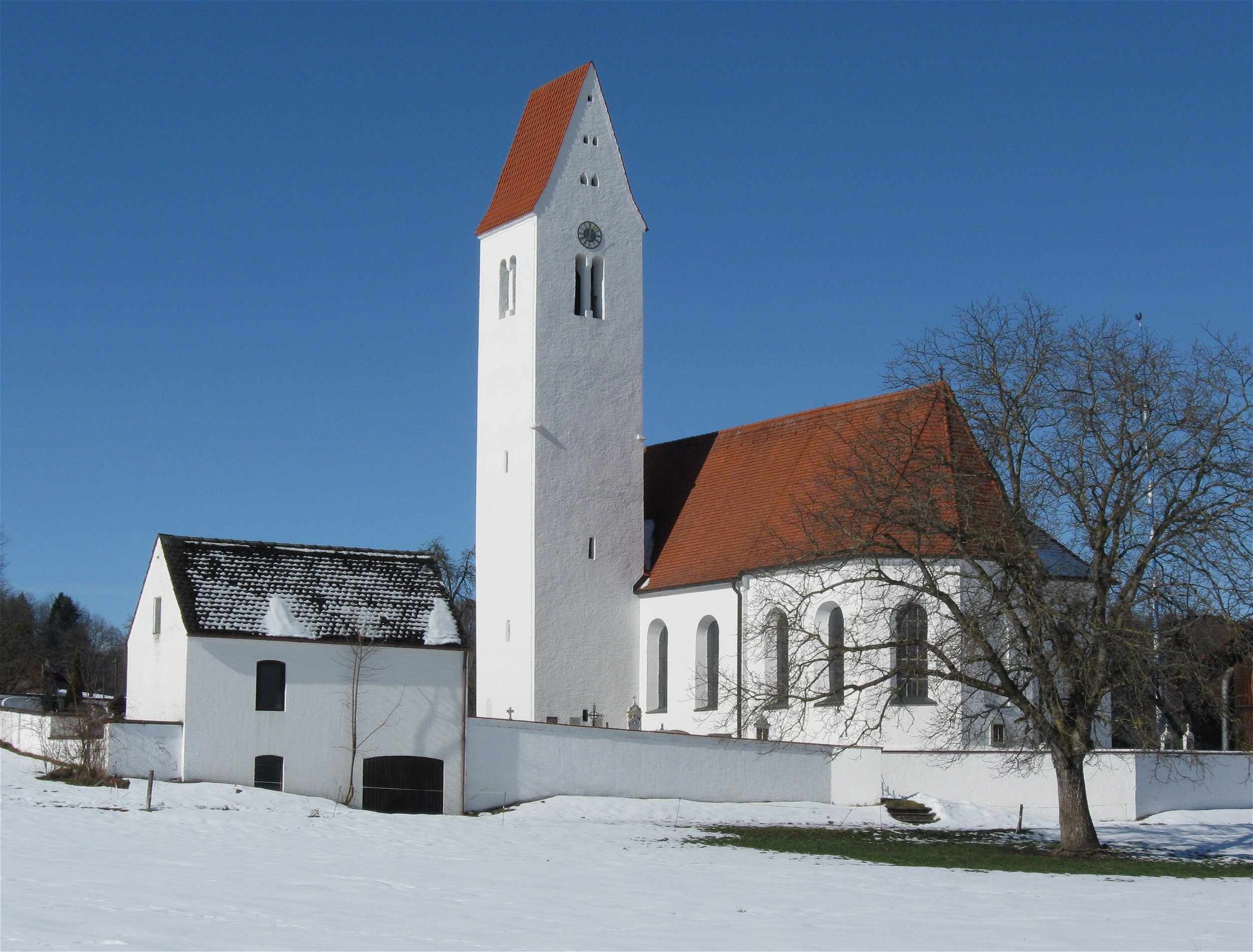
Kematen, Filialkirche St. Martin

## Bernau am Chiemsee
- Pfarrkirche St. Laurentius
- Irschen: barocke Ortskapelle
- Aufing: Lourdeskapelle
- Kraimoos: Mariengrotte
- Reit: Lourdes-Nischenkapellchen
- Hittenkirchen: Kuratiekirche oder Kath. Filialkirche St. Bartolomäus, Langhaus z. T. romanisch, Chor spätgotisch, barocker Ausbau der Kirche 1760/61
- Hittenkirchen: Kriegergedächtniskapelle, neobarock, 1923; westlich auf der Anhöhe
- Hötzing: Weilerkapelle St. Maria
- Giebing: Kapelle
- Kothöd: Hofkapelle 2. Hälfte 19. Jh.; nördlich im Ort
- Weisham: Lourdeskapelle

## Brannenburg

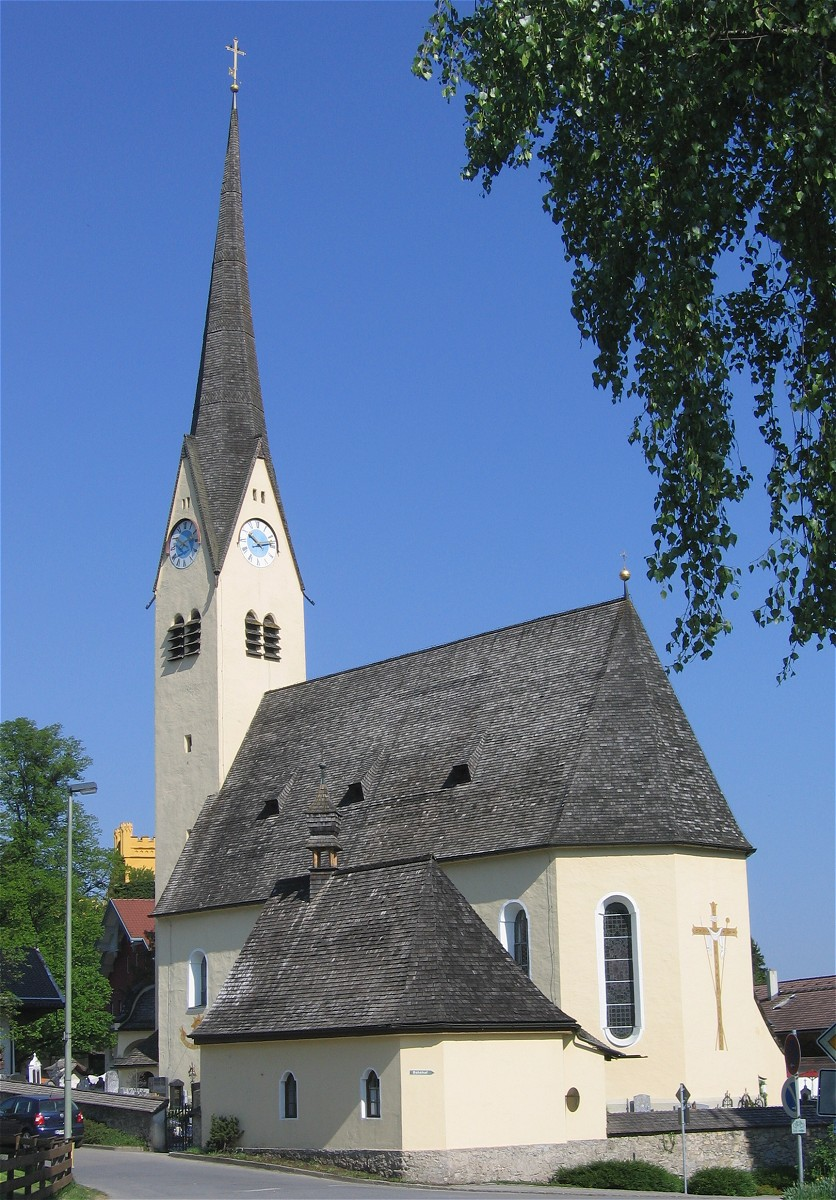
Kirche Mariä Himmelfahrt

- Kath. Pfarrkirche Mariä Himmelfahrt, spätgotische Anlage, 1772–89 ausgebaut, Friedhofsummauerung, wohl noch 16./17. Jh., schmiedeeiserne Grabkreuze, 18./19. Jh.
- Schlosskapelle des Schlosses Brannenburg
- Ried: Flurkapelle
- Schwarzlack: Wallfahrtskirche Mariahilf und St. Johann Nepomuk, kleine spätbarocke Anlage, errichtet 1752/53 von Philipp Millauer
- Schweinsteig: Weilerkapelle St. Hubertus

### Ortsteil Degerndorf

Ägidiuskirche, Degerndorf

- Kath. Pfarrkirche Christkönig, 1947/49
- Katholische Filialkirche St. Ägidius, Chor und Turm 15. Jh., 1659 und 1741 barocker Ausbau
- Auf der Biber: barockes Wallfahrtskirchlein St. Maria Magdalena, zwischen 1627 und 1630 errichtet, Turm 1870/71
- Auf dem Weg zur Biber in Grad: Weg-Kapelle Mater Dolorosa
- Auf dem Weg zur Biber die Stufen hinauf: Drei Kapellen vom Leiden Jesu
- Milbing: Hofkapelle Maria des Rosenkranzes

### Ortsteil St. Margarethen
- Kath. Filialkirche St. Margarethen, Langhaus 13./14. Jh., Chor spätgotisch, Kirche 1654 nach Westen verlängert
- Kapelle St. Maria, Mitteralm (früher Mail-Alm)
- Wendelstein: Wendelsteinkirchlein, erbaut 1889

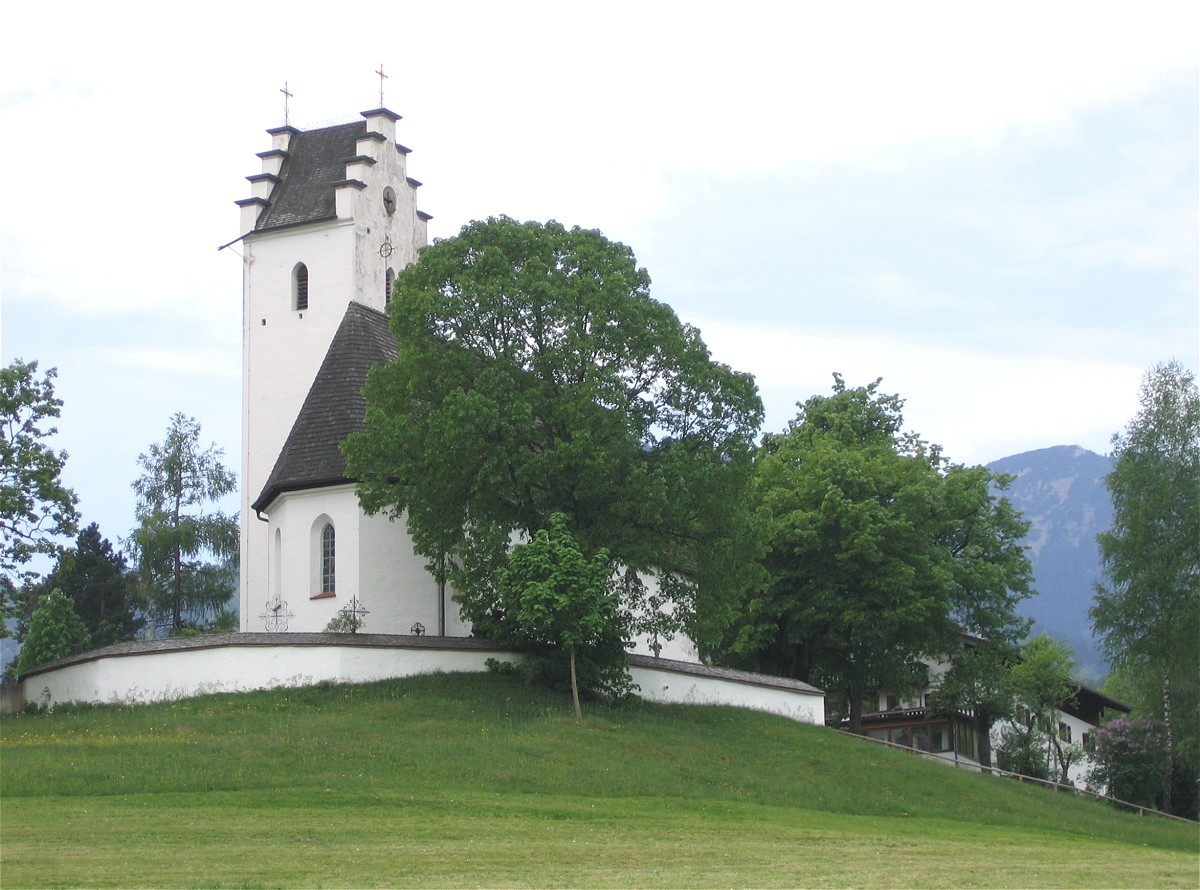
St. Margarethen
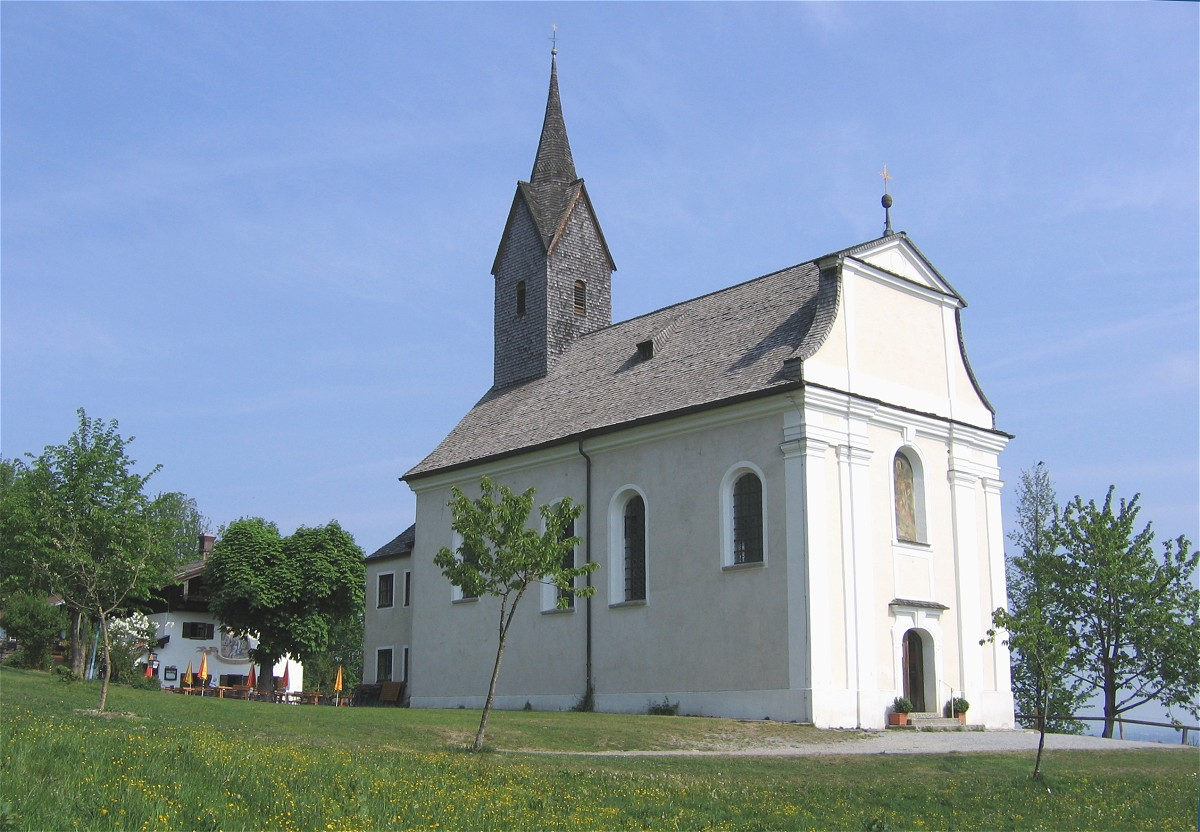
Wallfahrtskirche Schwarzlack bei Brannenburg
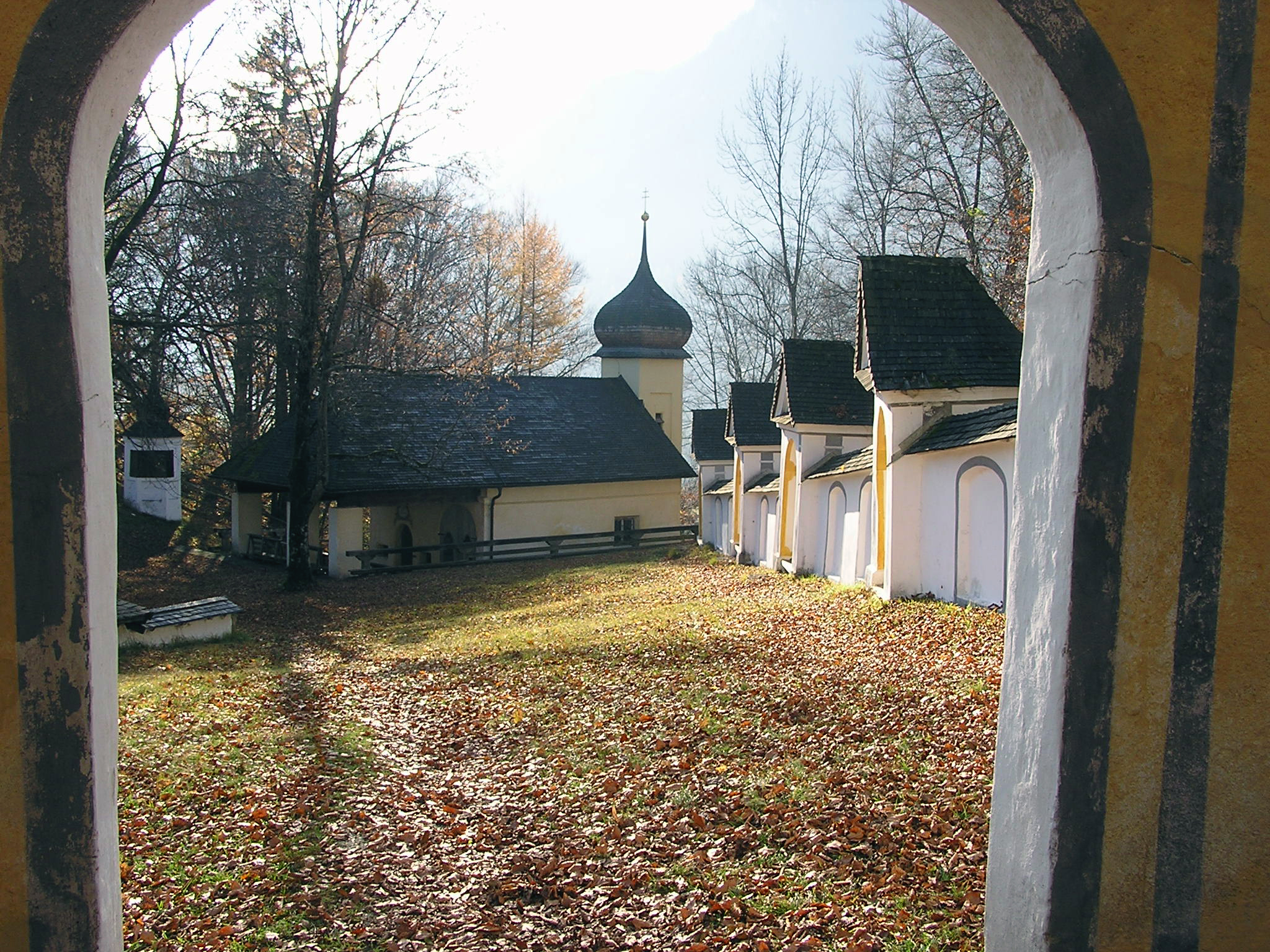
Magdalenenkirche mit Kreuzweg
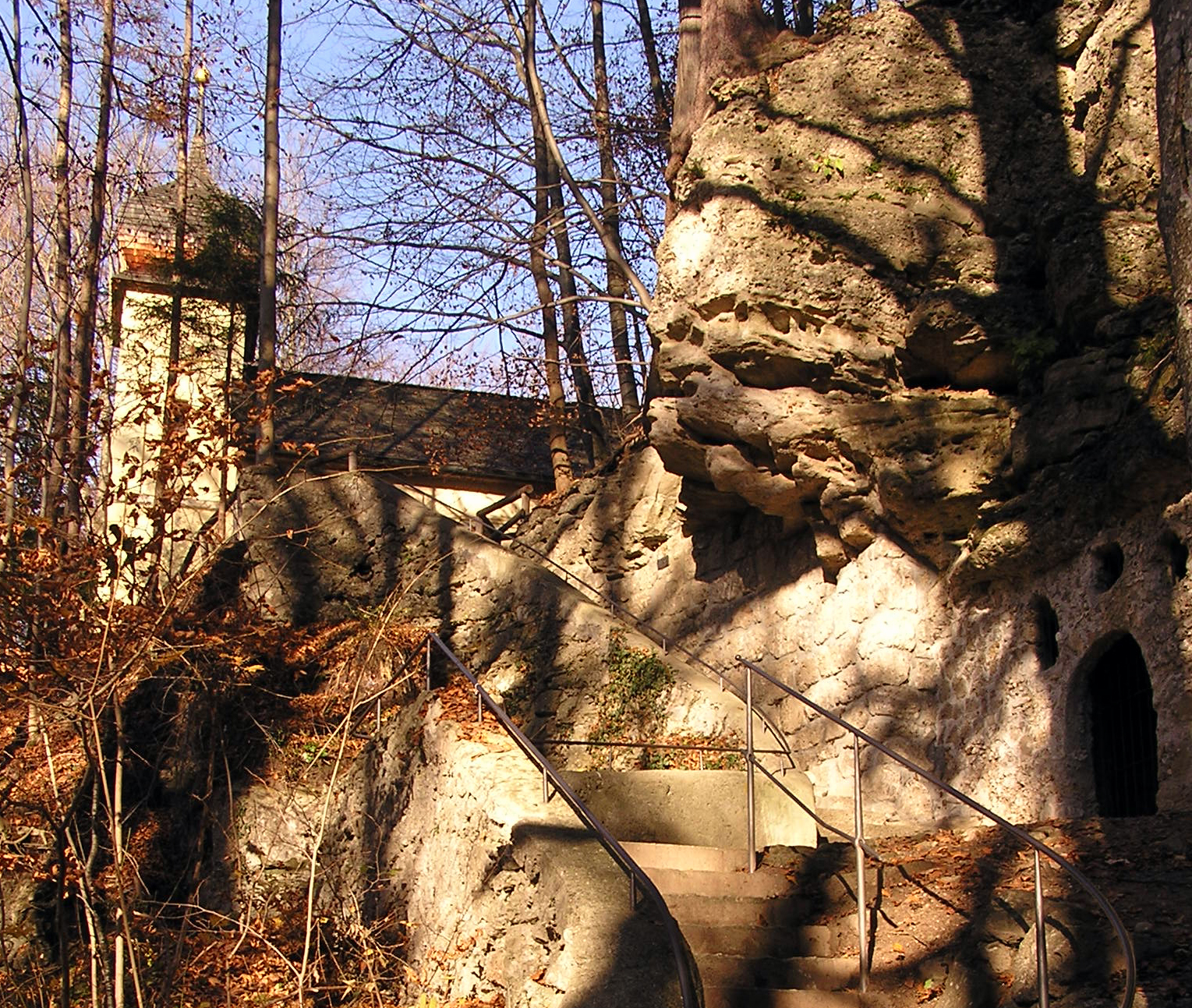
Magdalenenkirche

## Breitbrunn am Chiemsee
- Pfarrkirche St. Johannes
- evangelische Erlöserkirche
- Lourdeskapelle
- Zell: Hofkapelle, 1. Hälfte 19. Jh.

## Bruckmühl

Pfarrkirche St. Martin in Högling

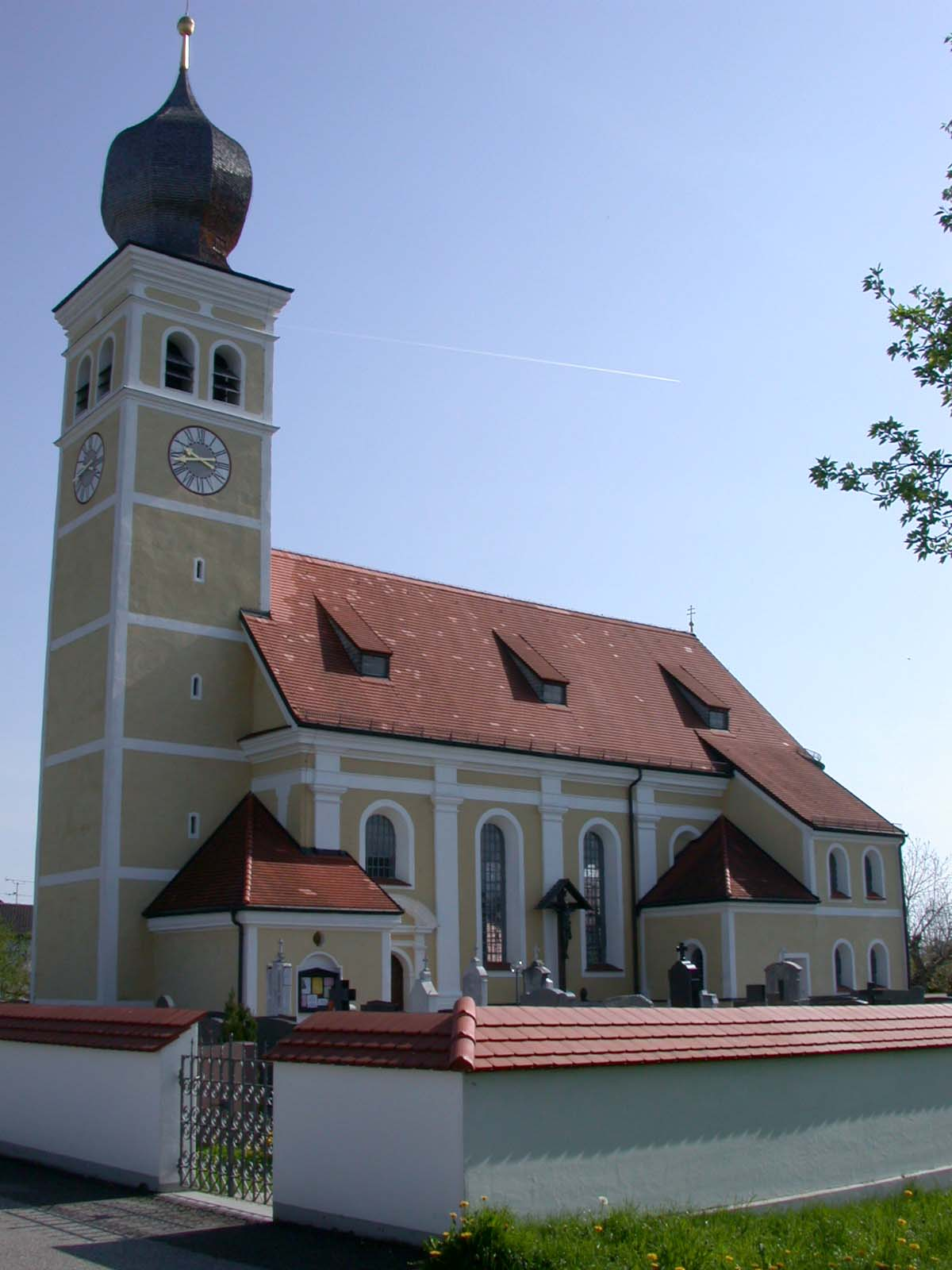
Pfarrkirche St. Michael in Götting

- Pfarrkirche St. Michael in Götting
- Bruckmühl: Pfarrkirche Herz Jesu, neubarocke Anlage, 1926, von Haindl
- Heufeld: Pfarrkirche St. Korbinian
- Bruckmühl: evangelische Johanneskirche
- Bruckmühl: Lourdeskapelle.
- Bruckmühl-Heufeld: Offene Nischenkapelle
- Bergham: Kapelle St. Maria, barock, erbaut 1688

### Ortsteile Kirchdorf a. H., Högling und Weihenlinden
- Högling: Pfarrkirche St. Martin, Cor und Langhaus um 1300, barocker Ausbau 1. Hälfte 18. Jh. Turm spätgotisch
- Kirchdorf a. H.: Pfarrkirche St. Vigilius.
- Weihenlinden: Wallfahrtskirche Hl. Dreifaltigkeit mit Mariengnadenbild, dreischiffige Basilika mit Westtürmen, errichtet 1653–1657
- Ginsham: Kreuzkapelle
- Maxhofen: Schlosskapelle.

### Ortsteile Ginsham, Holzham, Wall
- Oberholzham: Kirche St. Georg, neubarock, Anfang 20. Jh.
- Oberwall: Kath. Kapelle St. Vigilius, 1. Hälfte 19. Jh., gegeißelten Heiland
- Unterholzham: Hofkapelle, modern, mit historischer Ausstattung

### Ortsteile Mittenkirchen, Waith,Götting
- Götting: Pfarrkirche St. Michael, barocke Anlage, 1723/25 vom Aiblinger Stadtbaumeister Wolfgang Dinzenhofer (1678–1747) erbaut
- Linden: Kath. Kirche St. Isidor, 1. Viertel 17. Jh.;
- Mittenkirchen: Kirche St. Nikolaus, 1688 erbaut
- Waith: Kapelle St. Rochus, mit Dachreiter, erbaut 1634/35
- Unterleiten: Schnellsrieder Lourdes-Kapelle, neugotisch, 2. Hälfte 19. Jh.; im Wald

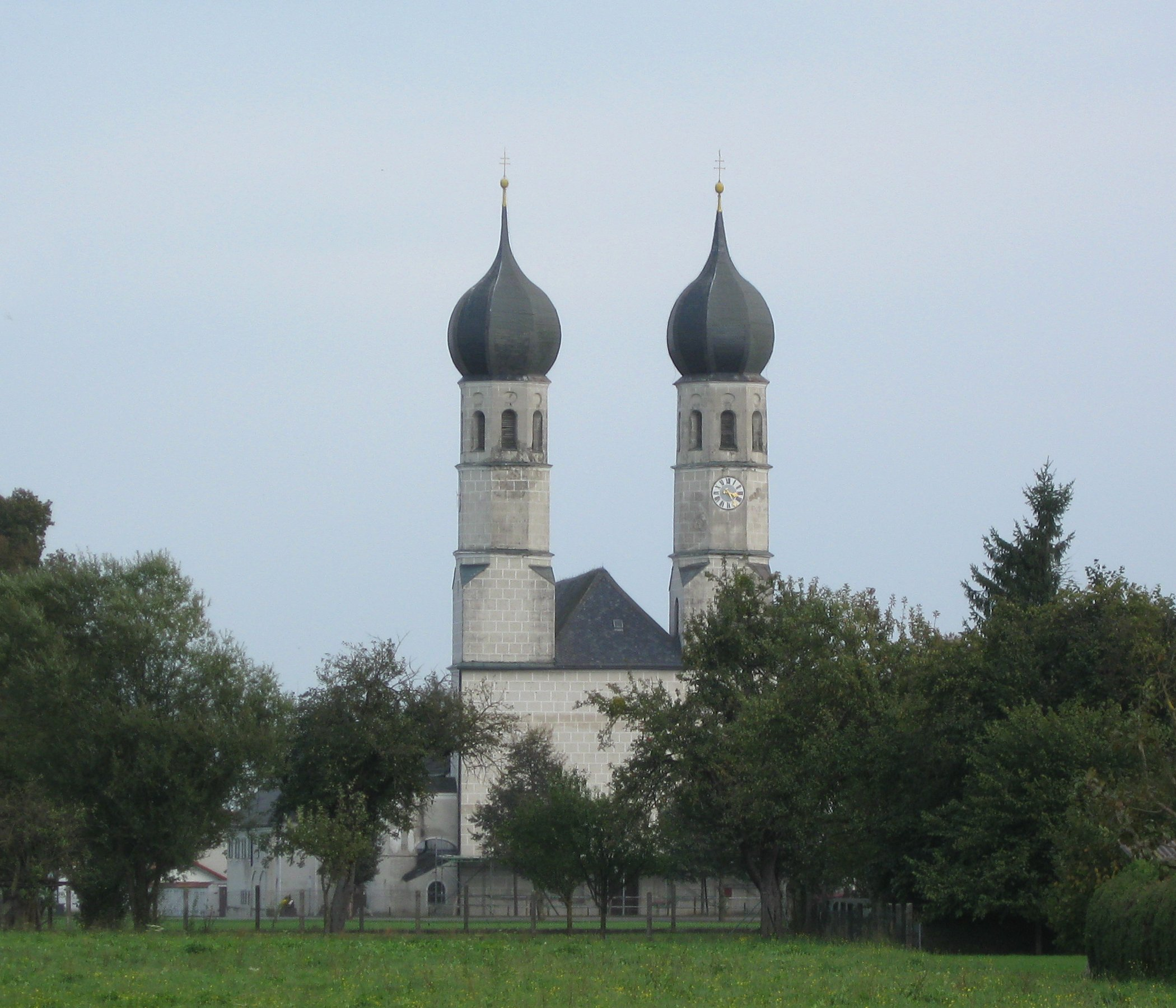

## Chiemsee

### Insel Frauenchiemsee
- Münsterkirche Mariä Opferung
- Grab und Kapelle der seligen Irmengard
- Marienkapelle und Krieger-Gedächtniskapelle

### Insel Herrenchiemsee

St. Maria Herrenchiemsee

- Kloster: Klosterkirche St. Sixtus und St. Sebastian,
- Filialkirche St. Maria
- Seekapelle Heiligkreuz

### Bilder

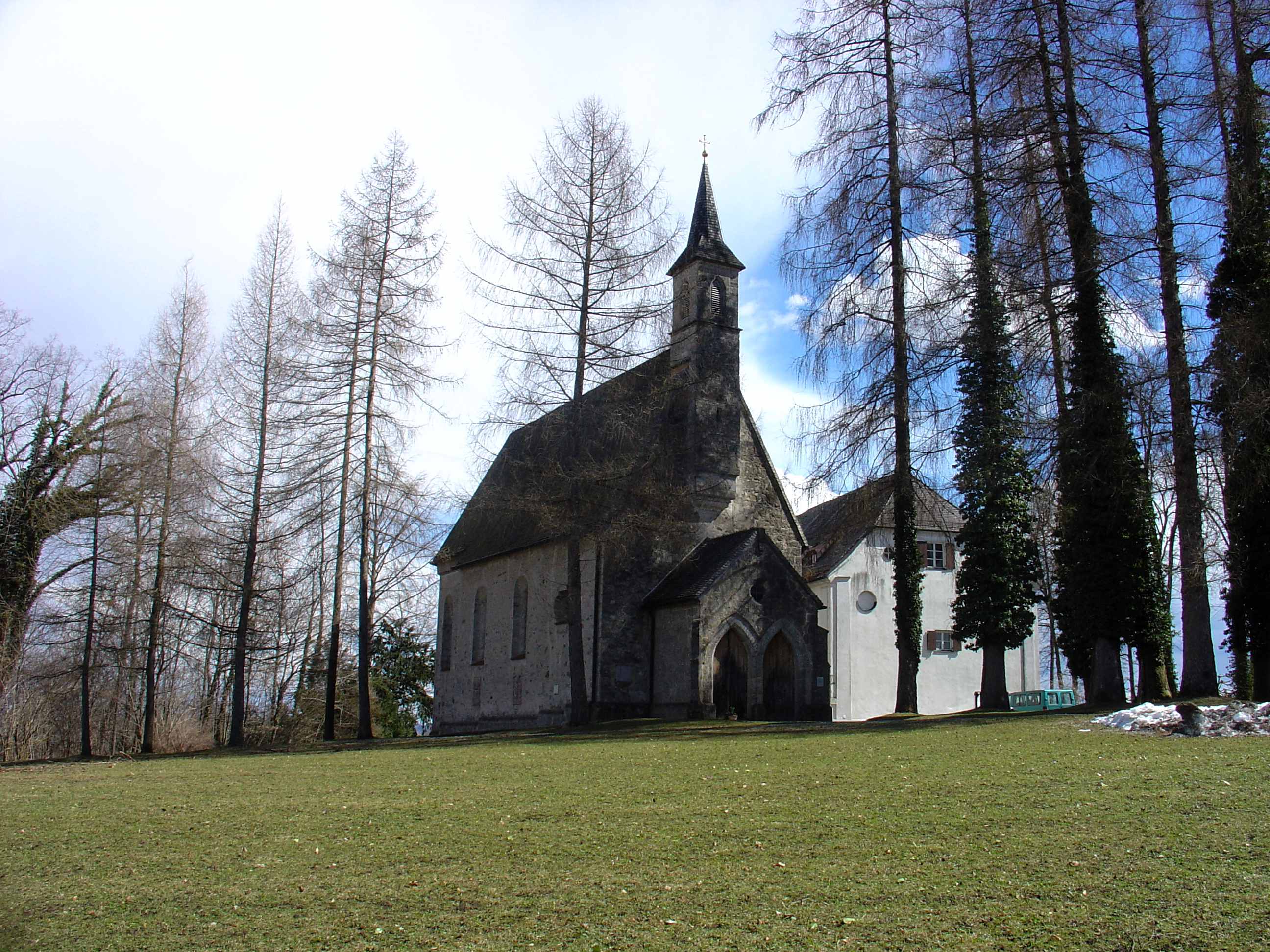
St. Maria von Kloster Herrenchiemsee

## Edling
- Pfarrkirche St. Cyriakus
- Reitmehring: Pfarrkirche St. Antonius. Bau von 1959, renov. 1980
- Hochhaus am Hochhauser Weiher: Flurkapelle
- Breitmoos: Straßenkapelle Mater Dolorosa in Nischenform
- Fürholzen: Flurkapelle St. Maria
- Schloss Hart, 1640, barocke Schlosskapelle
- Schloss Hart: Flurkapelle an der Uferkante mit der Mater Dolorosa.
- Wolfrain: Lourdeskapelle, zum Dank erbaut 1948

## Eggstätt
- Katholische Pfarrkirche St. Georg, neugotische Anlage, 1866/68 nach Plänen von Johann Markgraf errichtet; Friedhofseingang, zwei neugotische Torbögen; im Leichenhaus spätgotischer Kruzifix; Ölberg, neugotisch
- Gstadt: Sebastians-Kapelle
- Aufham: Kapelle St. Maria, 1847
- Bachham: Lourdes-Kapelle als Weilerkapelle, 2. Hälfte 19. Jh.
- Buch: Flurkapelle
- Oberulsham: Antoniuskapelle, noch 18. Jh.
- Unterulsham: kleine Nischenkapelle mit Marienstatue
- Stock: Kapelle St. Georg,

## Eiselfing
- Eiselfing: Pfarrkirche St. Rupertus, Chor und Langhaus gotisch, Turm im Kern romanisch; erste Kirche 8. Jh., jetziger spätgotischer Umbau vom Wasserburger Meisters W. Wiser, Pieta von Ignaz Günther von 1758; Friedhofsummauerung
- Eiselfing: Marienkapelle im Friedhof, neugotisch, 2. Hälfte 19. Jh.;
- Freiham: Kirche St. Laurentius, 1740,
- Aham:  Filialkirche Heilig Kreuz, spätgotischer Bau, 1737 im Rokokostil ausgebaut
- Hebertsham: Weilerkapelle mit der Krönung Mariens
- Straß: Hauskapellen Hl. Aloisus, neuromanisch, 3. Viertel 19. Jh.; zum ehemaligen Gasthaus gehörig
- Waldkapelle "Christus in der Rast", Ende 19. Jh.; ca. 500 m südöstlich des Ortes
- Kerschdorf: Hofkapelle Hl. Familie (Kneislkapelle), neugotisch von 1895
- Kirche St. Achatz[3]

## Feldkirchen-Westerham
- Feldkirchen: Katholische Pfarrkirche St. Laurentius, Neubau, 1906 von Hans Schurr, Turm 1469
- Westerham: Filialkirche St. Peter und Paul, spätgotisch, 15. Jh., barocker Ausbau um 1700, Vorhalle wohl 1901
- Westerham: Wegkapelle Narringer Straße, bez. 1863
- Wallfahrtskirche Mariä Opferung in Oberreit, heute Nebenkirche von St. Laurentius, Feldkirchen
- Filialkirche St. Nikolaus, Feldolling
- Aschbach: Kapelle, mit Kern 2. Hälfte 18. Jh., Umbau um 19. Jh., jetzt evang.-luth. Kapelle
- Aschhofen: Kath. Kapelle, 1826
- Elendskirchen: Kath. Filialkirche Mariä Verkündigung, spätgotisch, 15. Jh., im 18. Jh. barocker Ausbau
- Großhöhenrain: Kath. Pfarrkirche St. Michael, spätgotisch, im 17. Jh. barocker Ausbau
- Kleinhöhenrain: Kath. Filialkirche St. Bartholomäus, romanisch, im 15. Jh. spätgotisch erweitert, barocker Ausbau um 1720
- Thal: Kath. Filialkirche Heilige Dreifaltigkeit, romanisch, Chor 16. Jahrhundert, barocker Umbau im 17. Jahrhundert
- Unteraufham: Kath. Filialkirche St. Magdalena und Korbinian, 15. Jahrhundert, im 18. Jahrhundert barockisiert
- Unterlaus: Kath. Filialkirche St. Vitus, spätgotisch, im 18. Jahrhundert barockisiert
- Hohenfried: Stollwerck-Mausoleum

## Flintsbach am Inn
- Kath. Pfarrkirche St. Martin, im Kern spätgotische Anlage, durch Abraham Millauer 1734/35 barock ausgebaut
- Allerseelenkapelle, nach 1420; angebauter Totenerker, 1669; mit Ausstattung
- Petersberg: Kloster Sankt Peter am Madron (Wallfahrtskirche auf dem Petersberg), 1135 als Klosterzelle gegründet, später Propstei; Langhaus und Altarraum 1. Hälfte 12. Jh., Ausbau im 17. Jh.
- Kapelle Maria Schnee, 1804 abgebrochen, 1989 wieder aufgebaut, auf dem Weg zum Petersberg
- Antoniuskapelle, 1746 erstmals erwähnt, 1804 abgebrochen, 1990 wieder aufgebaut, auf dem Weg zum Petersberg
- Fischbach: Kath. Filialkirche St. Johann Ev., nachbarock, 1823
- Wegkapelle am Astenweg, 2. Hälfte 19. Jh.
- Friedhofskapelle, 1825/28, Friedhofsanlage, 1824 (Tazelwurmstraße)

## Frasdorf
- Pfarrkirche St. Margaretha
- Ölbergkapelle und Lourdeskapelle

St. Florian

- Westerndorf: Flurkapelle, genannt "Westerndorfer Kapelle".
- Kath. Filial- und Wallfahrtskirche St. Florian, spätgotische Anlage, Ende 15. Jh.
- Brunnenkapelle St. Florian, Zentralbau, 1659
- Weizenreith: Mariengrotte
- Winkl: Anderl Kapelle
- Bichl: Bichlmannkapelle
- Oberreith: Hofkapelle "Oberreither Kapelle"
- Oberreith: Hofkapelle St. Antonius beim Linnerhof

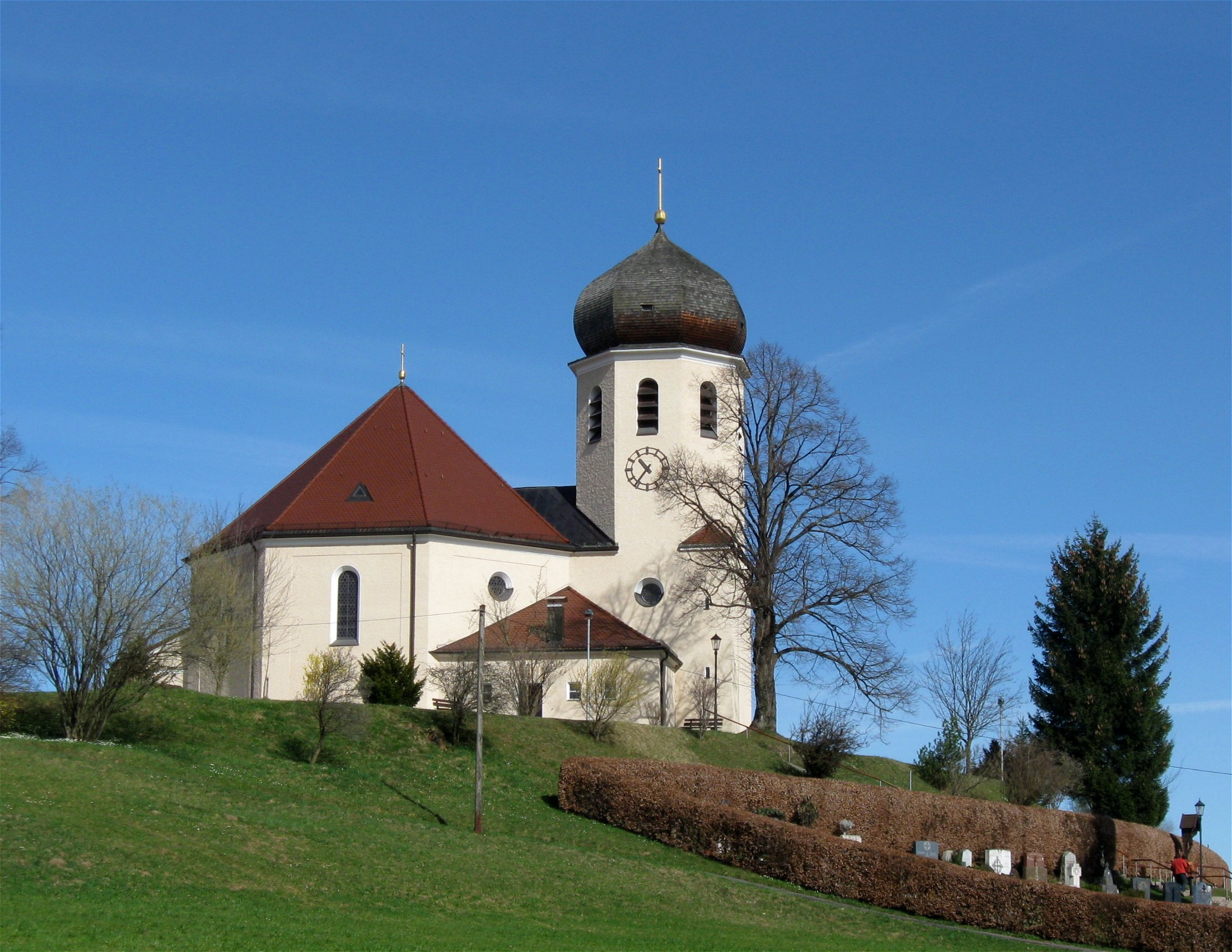
Christkönigskirche Wildenwart

- Wildenwart: Expositurkirche Christkönig
- Wildenwart: Lourdes-Nischen-Kapellchen
- Umrathshausen: Filial- und Wallfahrtskirche Heilig Blut, spätgotische Anlage, 1472; Friedhofsmauer, Bruchstein, 17./18. Jh.
- Umrathshausen: Friedhofskapelle, 1685
- Umrathshausen: Wegkapelle "Rieder Kapelle", um 1670; am Westrand des Ortes

## Griesstätt
- Pfarrkirche St. Johannes Baptist
- Klosterkirche St. Peter und Paul in Altenhohenau
- Berg: St. Georg

## Großkarolinenfeld
- Hl. Blut, Großkarolinenfeld
- Hl. Kreuz, Tattenhausen
- Karolinenkirche, Großkarolinenfeld
- St. Leonhard, Hilperting
- Hl. Kreuz, Thann

## Gstadt am Chiemsee
- Filialkirche St. Petrus, urk. 1168, daher im 12. Jahrhundert errichtet, Langhaus um 1720, Kalksteinrelief aus der Karolinger Zeit (9. Jahrhundert).
- Flurkapelle im Norden, Nischenkapelle an der Straße
- Straßenkapelle, 1731
- Schalchen: Rosa-Mystika-Kapelle, erbaut Ende des 20. Jh.
- Gollenshausen: Pfarrkirche St. Simon und Judas, Ort 924 erwähnt, Kirche urk. 1313, Bau ist spätgotisch, im 14./15. Jahrhundert erbaut, Innenräume spätgotisch, Fresken an der Außenwand.

## Halfing

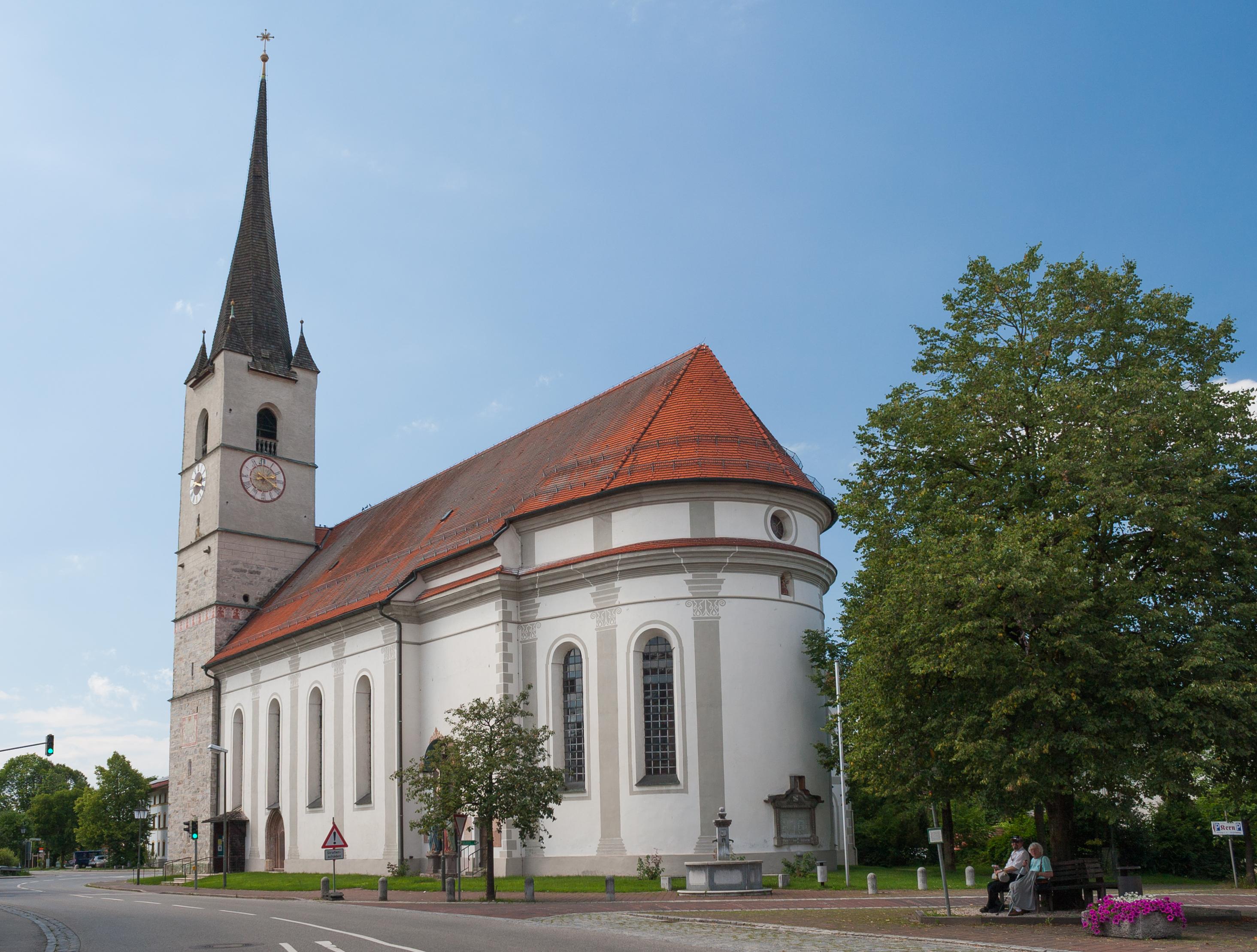
Pfarr- und Wallfahrtskirche Mariä Himmelfahrt

- Pfarr- und Wallfahrtskirche Maria Himmelfahrt
- Ehem. Schlosskapelle
- Egg: Kapelle St. Maria
- Forchtenegg: ehemalige Schlosskapelle
- Gunzenham: Kapelle
- Holzham: Marienkapelle
- Mühldorf: Kapelle Unserer Lieben Frau
- Rundorf: Lourdeskapelle

## Höslwang
- Pfarrkirche St. Nikolaus
- Unterhöslwang: Antoniusnischenkapelle
- Unterhöslwang an der Straße nach Pittenhart: Kapelle des Burschenvereins Höslwang.
- Guntersberg: gotische Wallfahrtskirche St. Bartholomäus
- Gachensolden: Lourdeskapelle
- Siegsdorf: Flurkaplle St. Antonius
- Staudach: Flurkapelle St. Maria

## Kiefersfelden

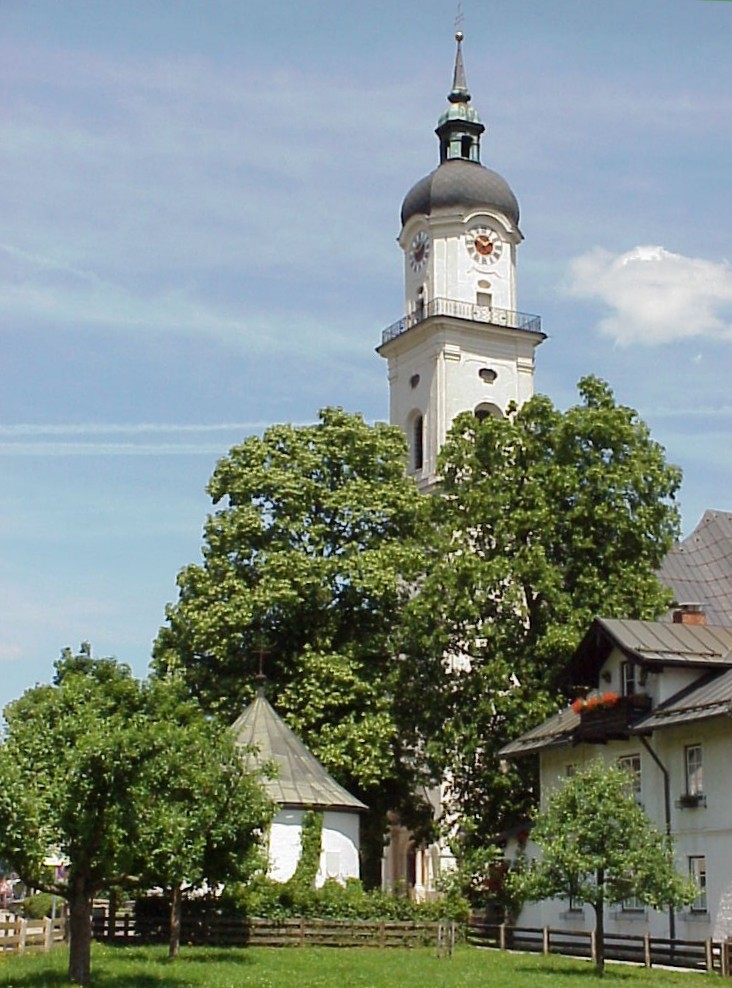
Pfarrkirche Heilig Kreuz

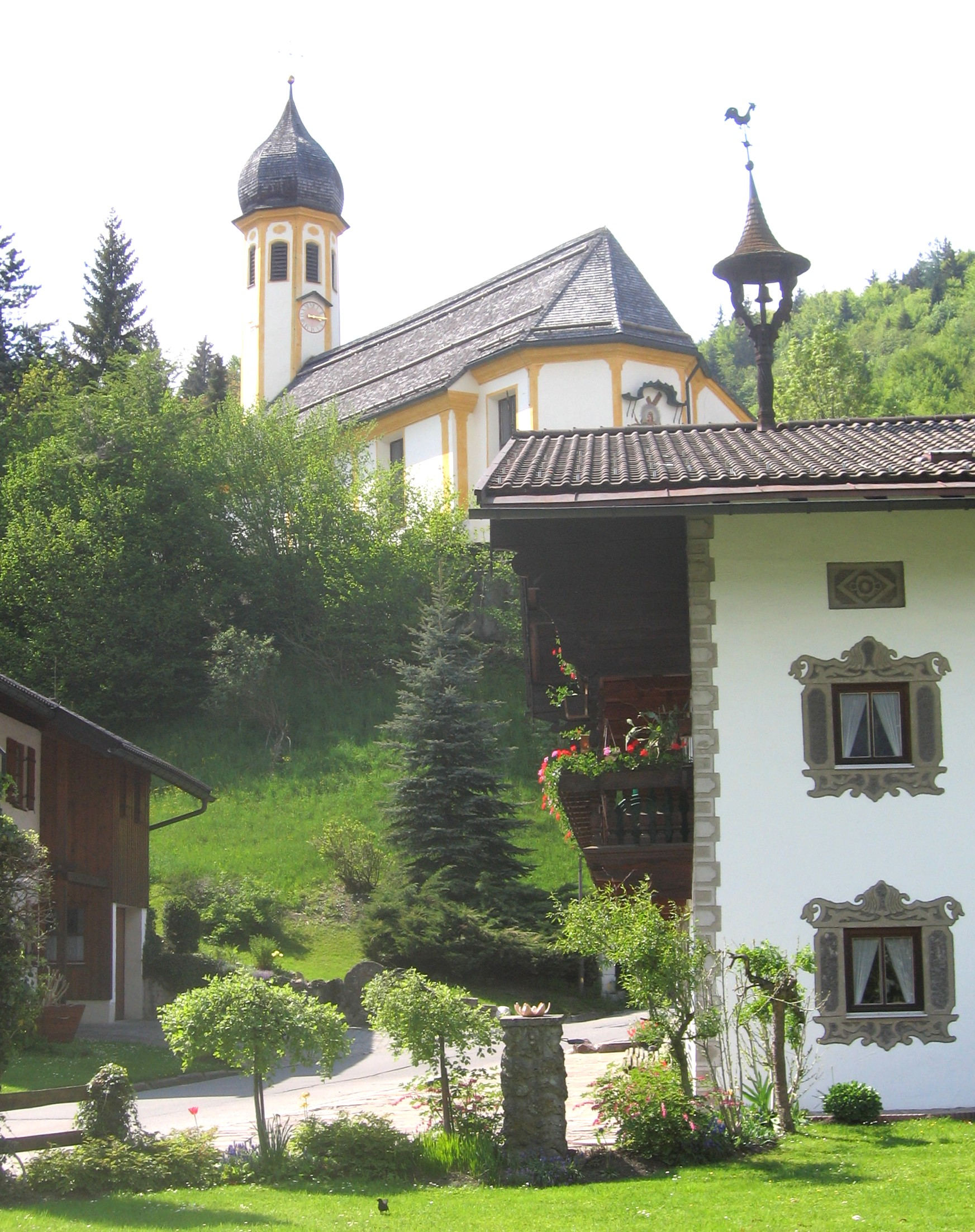
Alte Pfarrkirche Hl. Kreuz

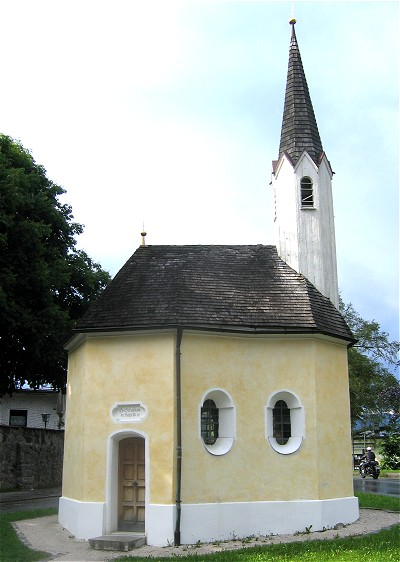
St.-Sebastian-Kapelle

- Pfarrkirche Hl. Kreuz
- Alte Pfarrkirche Hl. Kreuz
- evangelische Erlöserkirche
- St.-Sebastian-Kapelle
- Kieferkapelle Maria Hilf
- St. Nepomuk-Kapelle.
- Laiminger Kapelle
- Ottokapelle

### Ortsteil Mühlbach
- Brunschmiedkapelle
- Köln: Marienkapelle

### Ortsteil Mühlau
- Ramsauer Alm auf dem Schwarzenberg, einst Schwarzenbergalm genannt: Holzkapelle
- Mühlau-Ramsau: Hofkapelle
- Mühlau-Dörfl: Holzkapelle
- Nußlberg bzw. Nuslberg bzw. Nuselberg: Wallfahrtskirche St. Maria
- Rechenau: Hofkapelle
- Wildgrub: Weilerkapelle
- Unterberg-Alm am Weg zur Himmelmoosalm: Almkapelle

### Ortsteil Schöffau
- Kreil: Hofkapelle
- Windhag: runde Rokokokapelle
- Trojer: Hofkapelle

### Bilder

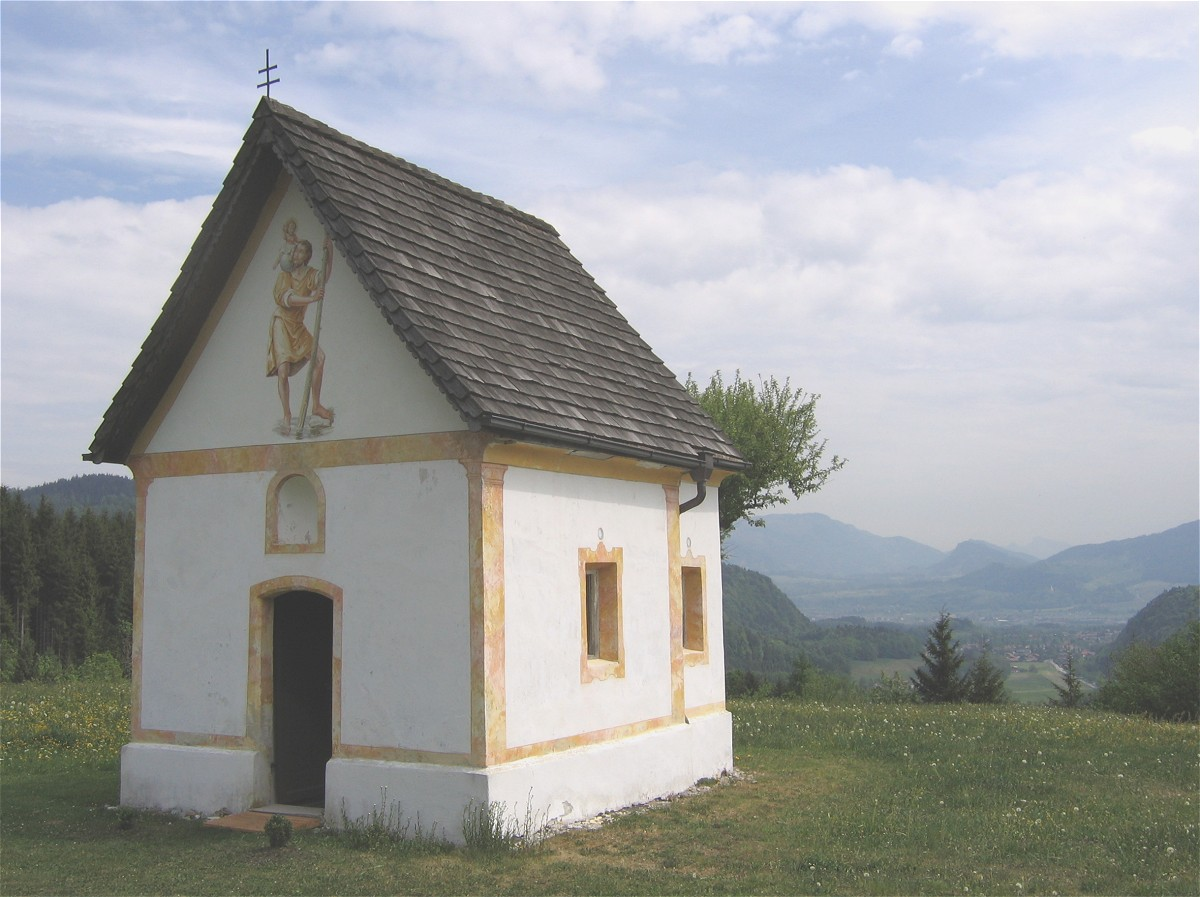
Hofkapelle am Trojerhof
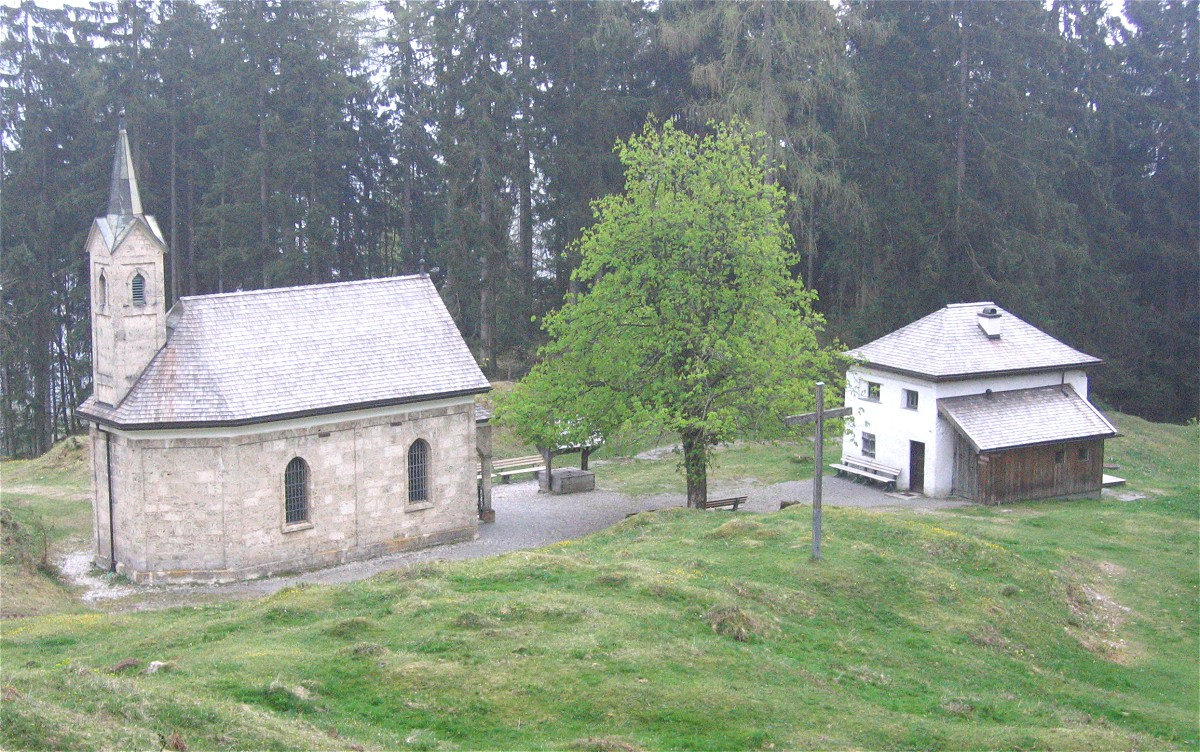
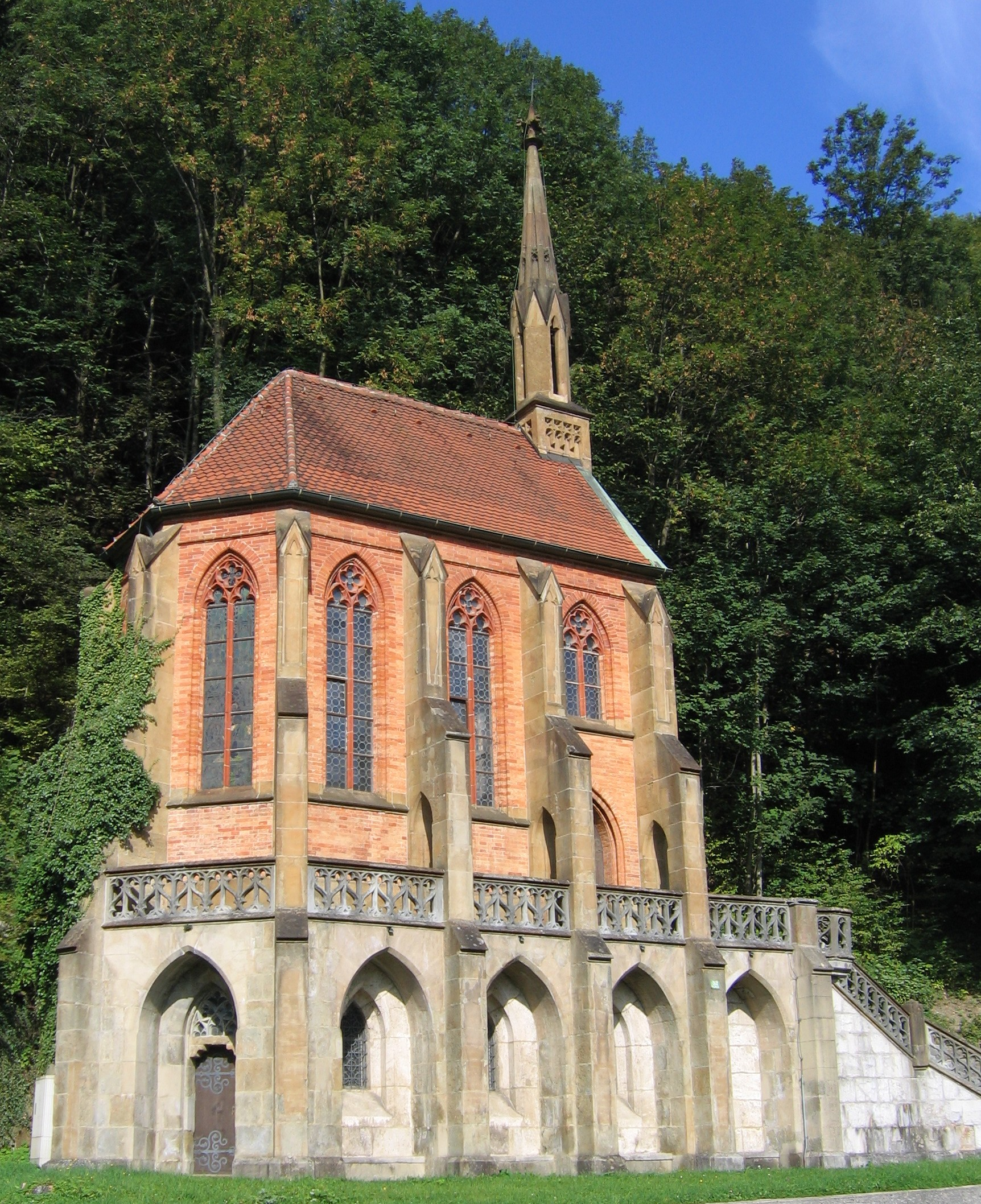
Sankt-Otto-Kapelle

## Kolbermoor
- Kath. Pfarrkirche Hl. Dreifaltigkeit, neuromanisch, geweiht 1869, vergrößert 1889; mit Ausstattung.
- Pfarrkirche Wiederkunft Christi
- evangelische Kirche Hl. Kreuz
- katholisch traditionalistische Kapelle H. Bruder Konrad
- Kapelle St. Benedikt

- Dorf Lohholz: Kapelle St. Katharina

## Neubeuern
- Pfarrkirche und ehemalige Wallfahrtskirche Maria Empfängnis: Turm und wohl Teile des Langhauses mittelalterlich, durchgreifender Umbau 1672 durch Jörg Zwerger, Neuausstattung um Mitte 18. Jh.; mit Ausstattung
- Wagner-Kapelle (Wiesböck-, Hupfauf-Kapelle): moderne Kopie; mit historischer Ausstattung
- Philomena-Kapelle: Wegkapelle zu Ehren der Hl. Jungfrau Philomena

Schloss-Kapelle Neubeuern

- Schloss Neubeuern: Schloss-Kapelle St. Augustinus: im Kern ebenfalls romanisch, barocker Ausbau 1751 durch Philipp Millauer; mit Ausstattung; östliche Trakte, dreigeschossig, mit der Schlosskapelle verbunden, 16. Jh. mit Ausbauten des 18. Jh.;

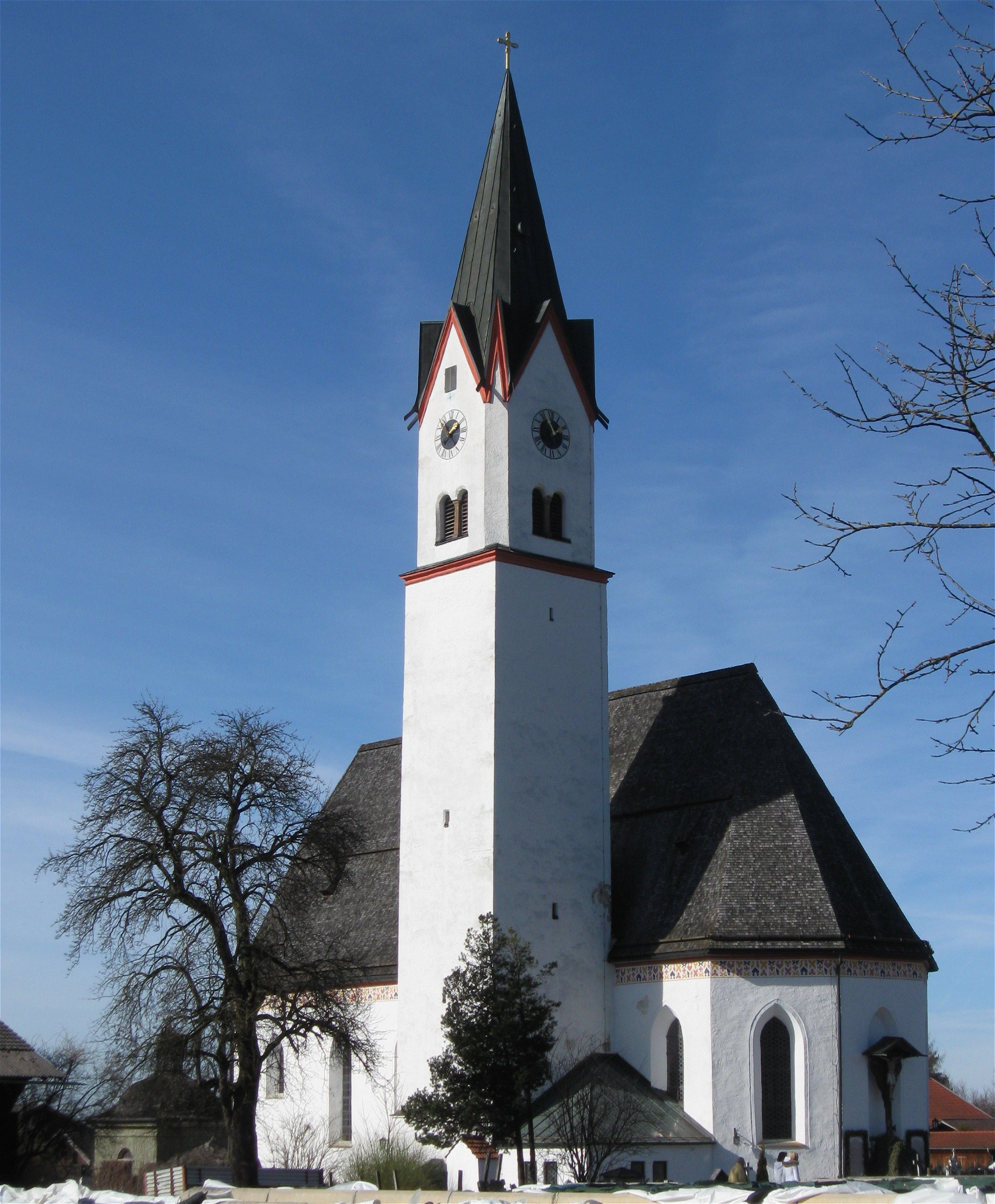
Filialkirche Altenbeuern

- Altenbeuern: Kath. Filialkirche St. Rupert bzw. Hlst Dreifaltigkeit: Ende 15. Jh. erbaut, barocke Umgestaltung 1650/55 und im 18. Jh.; mit Ausstattung; Friedhof mit Gruftkapelle von Wendelstadt, 1896, Ölbergkapelle, Mitte 19. Jh., Grabdenkmälern der 2. Hälfte des 19. Jh. und Ummauerung
- In der Flur südlich von Neubeuern: Danco-Kapelle
- Holzham: Kapelle des Bichlbauern.
- Holzham: private Hofkapelle
- Neuwöhr: Weilerkapelle: mit Dachreiter, 18. Jh., 1832 erneuert; mit Ausstattung
- Mitterau: Hofkapelle St. Michael
- Oberpößnach: Hofkapelle
- Saxenkam: Weilerkapelle: 19. Jh.; mit Ausstattung.
- Winkl: Weilerkapelle.
- Winkl: Rietzen-Kapelle.
- Vordersteinberg: Hofkapelle: 2. Hälfte 19. Jh.

### Bilder

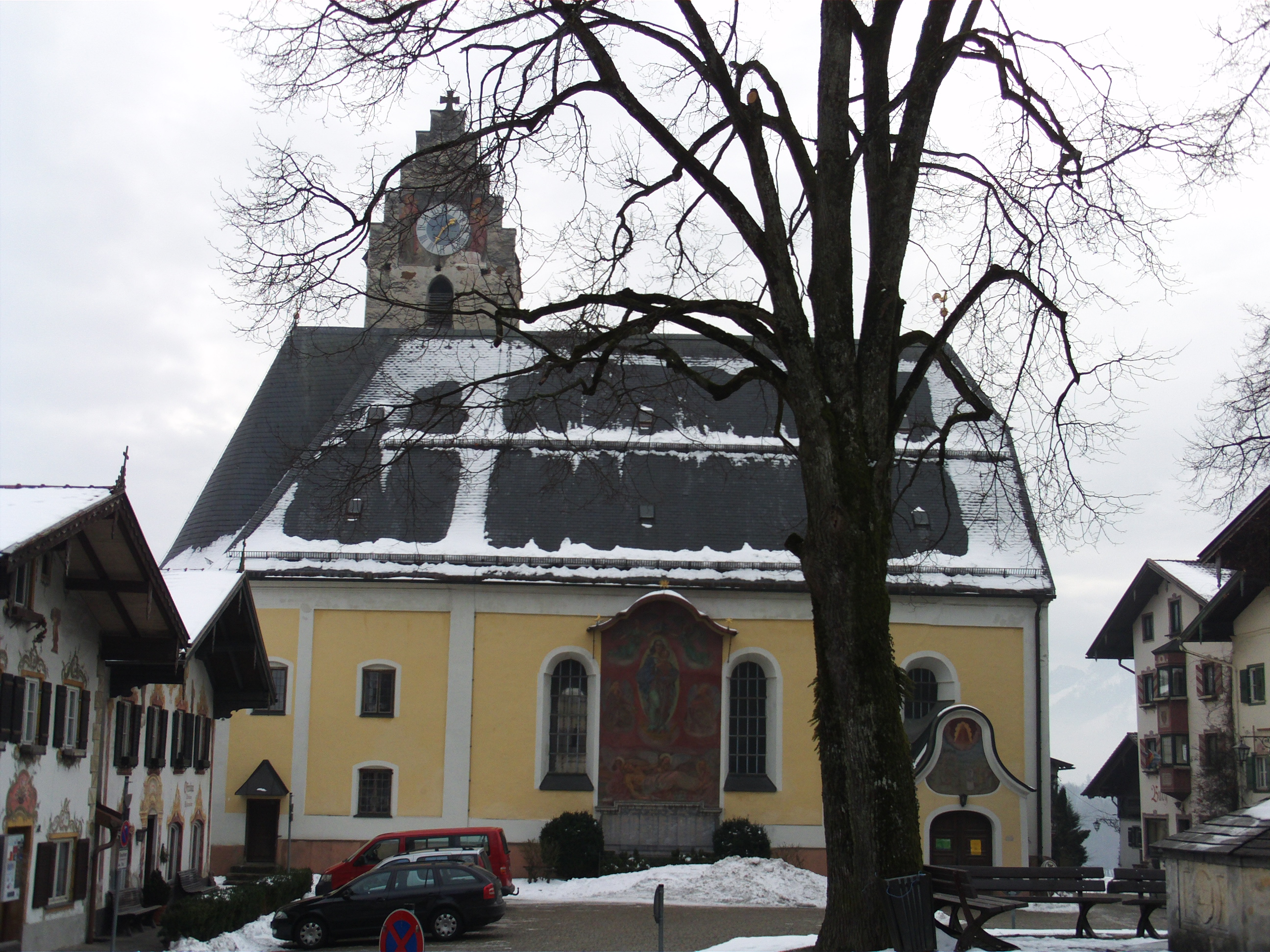
Pfarr- und Wallfahrtskirche Mariä unbefleckte Empfängnis

## Nußdorf am Inn

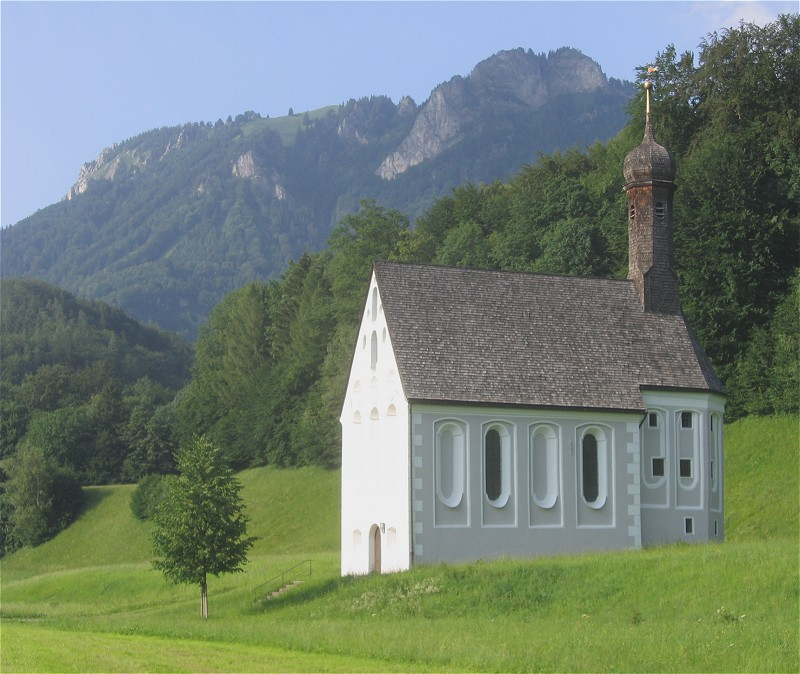
Filialkirche Hl. Kreuz in Windshausen

Wallfahrtskirche Mariä Heimsuchung im Kirchwald

- Pfarrkirche St. Vitus: spätgotischer Bau, 2. Hälfte 15. Jh., barocker Ausbau im 18. Jh., Turmuntergeschoss 13. Jh.; mit Ausstattung; Friedhof, alter Teil, mit Ummauerung des 18./19. Jh. und Torbogen von 1923; Friedhofskapelle, Ende 15. Jh., modern ausgebaut als Kriegergedächtnisstätte.
- Friedhofskapelle
- Filialkirche St. Leonhard: Chor um 1420, Langhaus Mitte 15. Jh., Teile der Anlage 12./13. Jh.; mit Ausstattung; mit ummauertem Friedhof.
- Kirchwald: Wallfahrtskirche Maria Heimsuchung: barocke Anlage, 1719/20 von Wolfgang Dientzenhofer erbaut; mit Ausstattung.
- Windshausen an der Landesgrenze: Kirche Hl. Kreuz: barocker Bau, 1677; mit Ausstattung
- Seilenau: Hofkapelle
- Niederthann: Hofkapelle
- Überfilzen: Nischenkapelle
- Buchberg: kleine Nischenkapelle zum gegeißelten Heiland
- Buchberg: Weilerkapelle
- Kranzhorn: Gipfelkapelle St. Josef

### Bilder

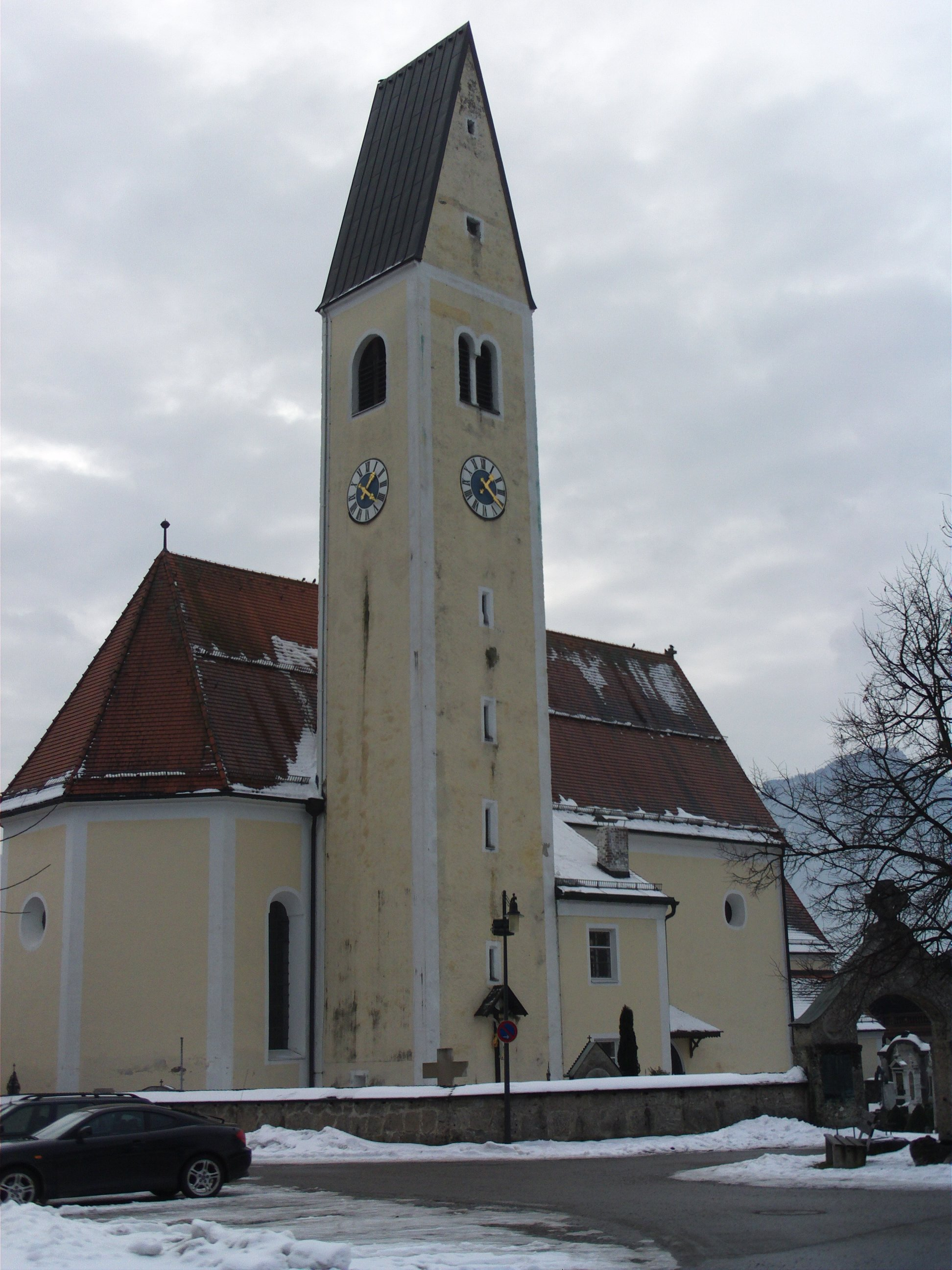
Pfarrkirche St. Vitus
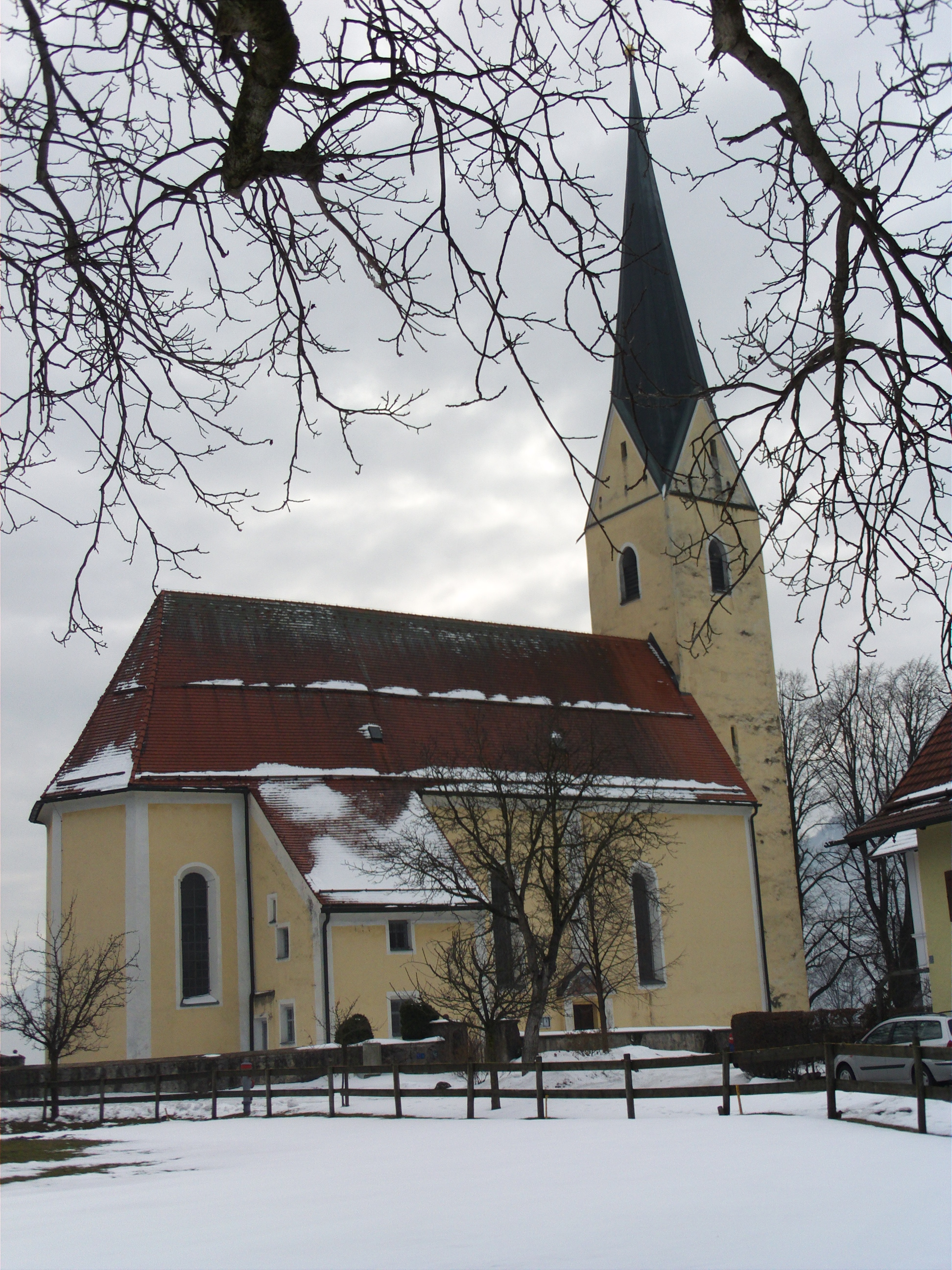
Filialkirche St. Leonhard

## Oberaudorf
- Kath. Pfarrkirche Mariä Himmelfahrt oder Unserer lieben Frau, spätgotische Anlage, 15. Jh., barocker Umbau um Mitte 18. Jh., Turm 1746; mit Ausstattung. – Friedhofsummauerung, 18. Jh.; Friedhofskapelle St. Anna, um 1500, jetzt Kriegergedächtnisstätte.
- Evang.-Luth. Auferstehungskirche, errichtet 1957/58
- Florianikapelle; auf dem Florianiberg, mit Kreuzwegstationen, 1815; mit Ausstattung
- Hofwirtskapelle zum Hl. Kreuz; 1818; mit Ausstattung
- Marienkapelle; Kapelle im Seniorenzentrum "Pur Vital", 2011, gestaltet vom Glaskünstler Florian Lechner[4]
- Niederaudorf: Filialkirche St. Michael, Turmuntergeschoss und Teile des Chors und Langhauses romanisch, ausgebaut im 15. Jh., barocker Ausbau im 18. Jh.; mit Ausstattung. – Friedhof mit Ummauerung.
- Reisach: Kloster Reisach; Karmelitenkloster, gegründet 1731; Klosterkirche St. Therese und Johannes v. Kreuz, barocke Anlage, 1732–46 durch Abraham Millauer nach Plänen Ignaz Anton Gunetzrhainers errichtet; mit Ausstattung; dreigeschossige und erdgeschossige Konventtrakte, gleichzeitig; Einfriedungsmauern, 1. Hälfte 18. Jh., Klostergarten und Gartenpavillon, 2. Viertel 18. Jh.; eiserner Brunnen vor der Kirche, Ende 19. Jh.
- Wall: Filialkirche St. Joseph
- Nebenkirchen: Seelaken, Klinik-Kapelle in Bad Trißl, Kapelle St. Peter
- Ried bei Fahrenberg; Kapelle; Holzbau mit Kuppel und Laterne, 1726; mit Ausstattung
- Schweinsteig: Kapelle; Rokokobau, 1770/71; mit Ausstattung.
- Vierzehn-Nothelfer-Kapelle, Carl-Hagen-Straße, Oberaudorf

### Bilder

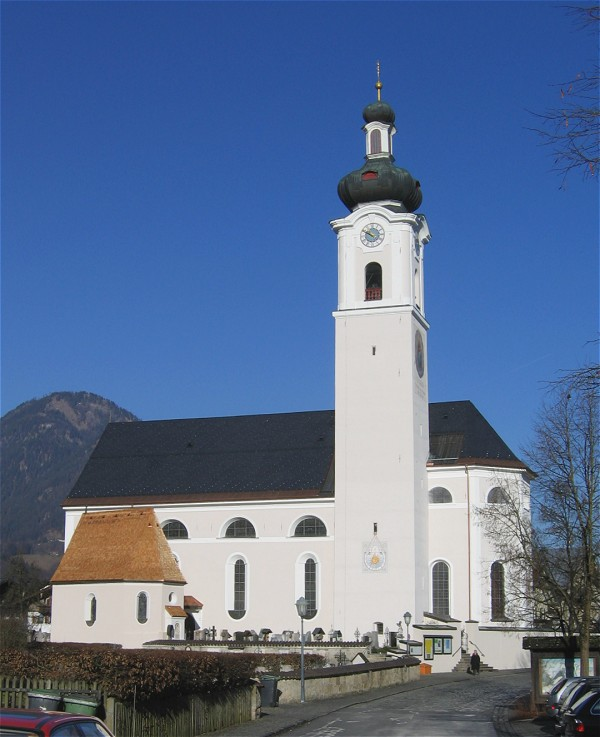
Pfarrkirche zu Unserer Lieben Frau
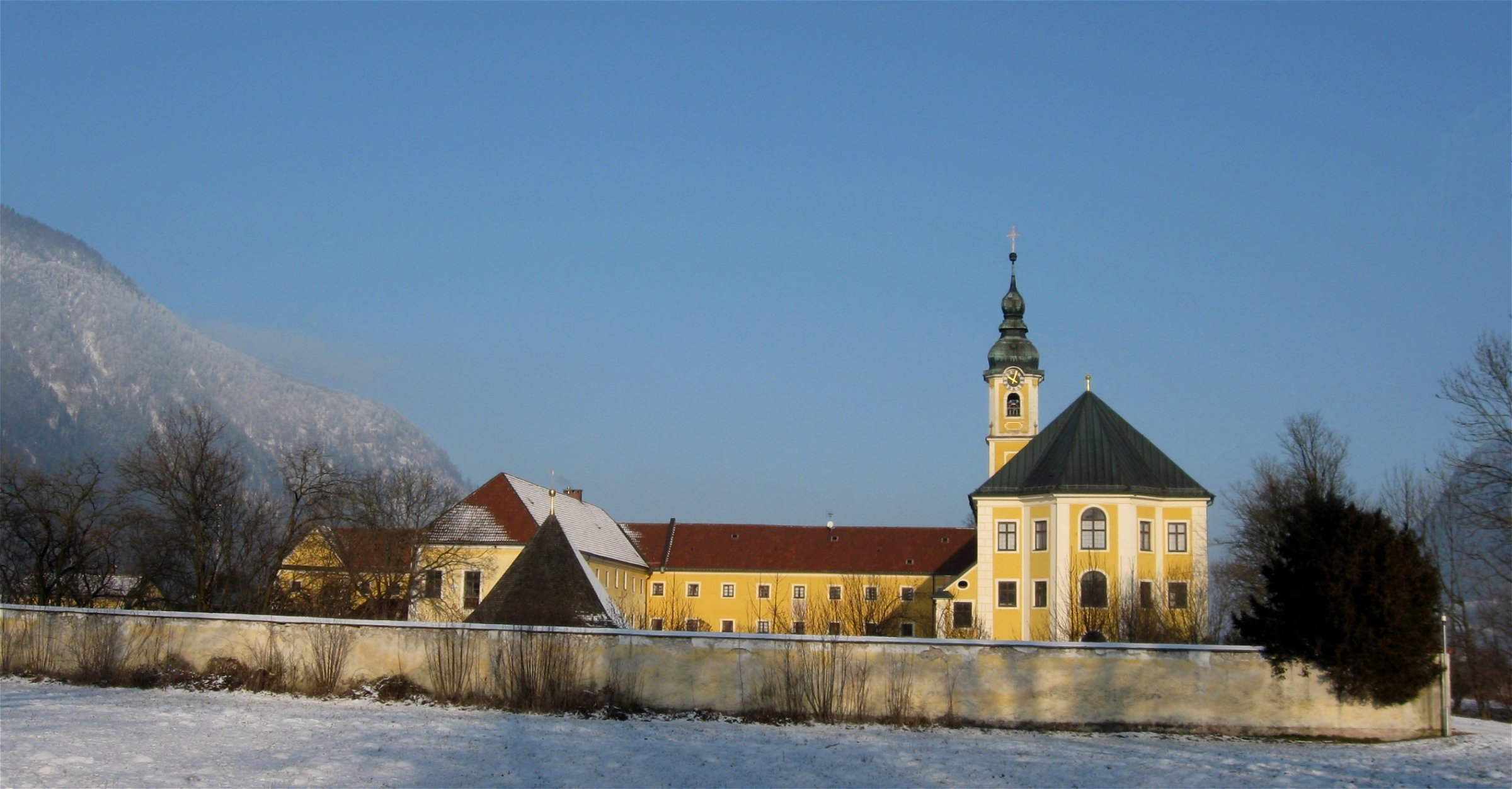
Kloster Reisach
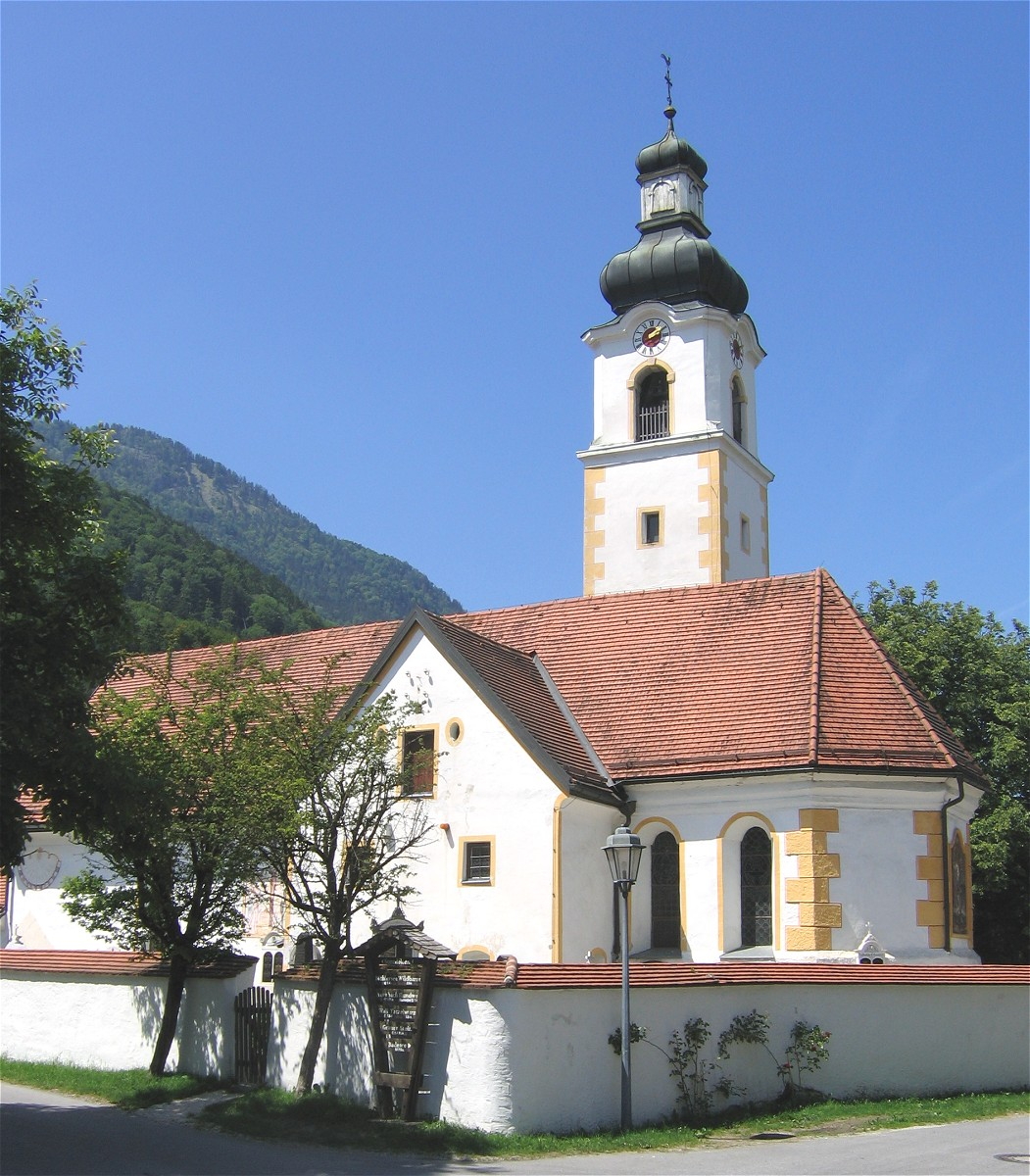
St. Michael Niederaudorf
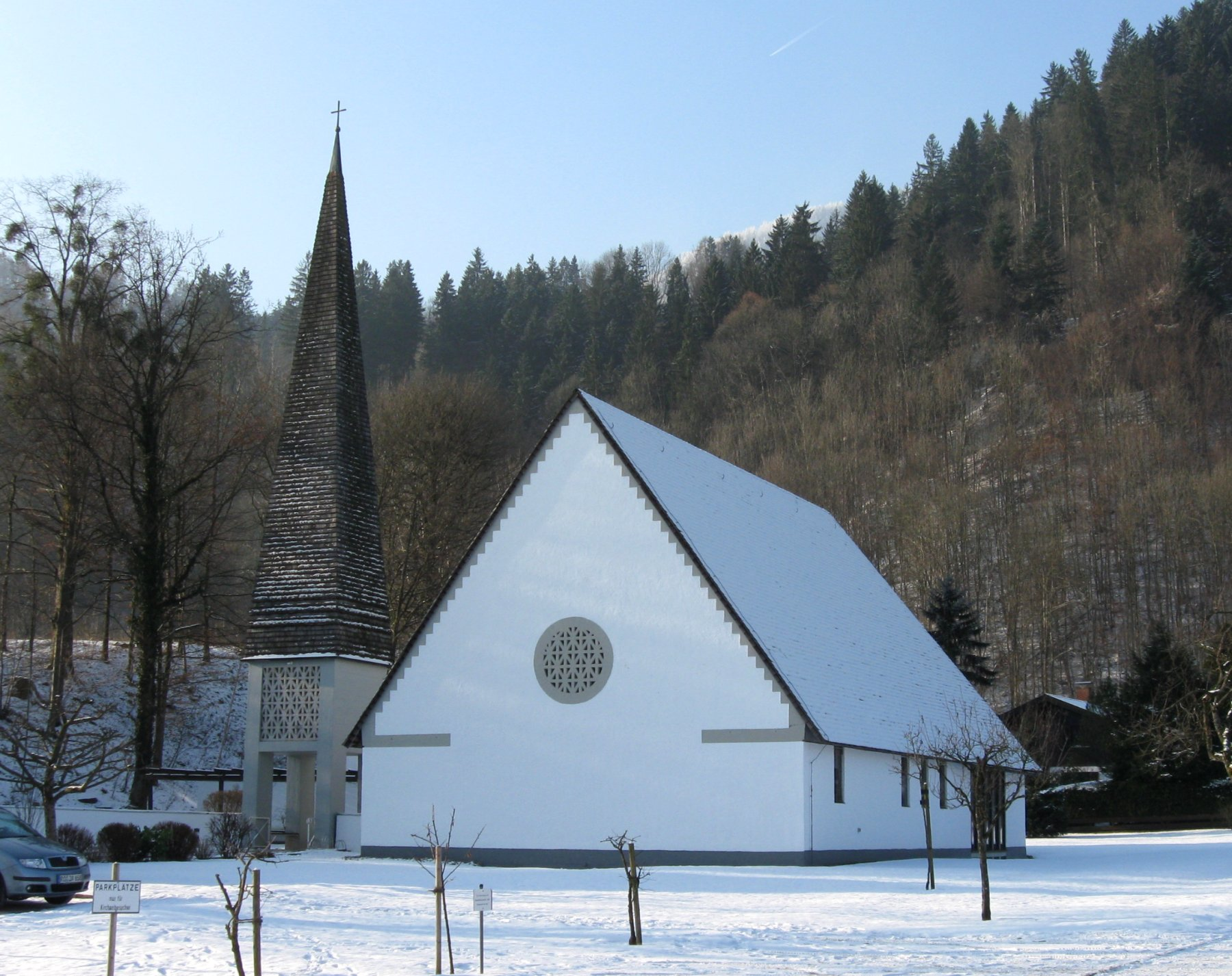
Auferstehungskirche

## Pfaffing

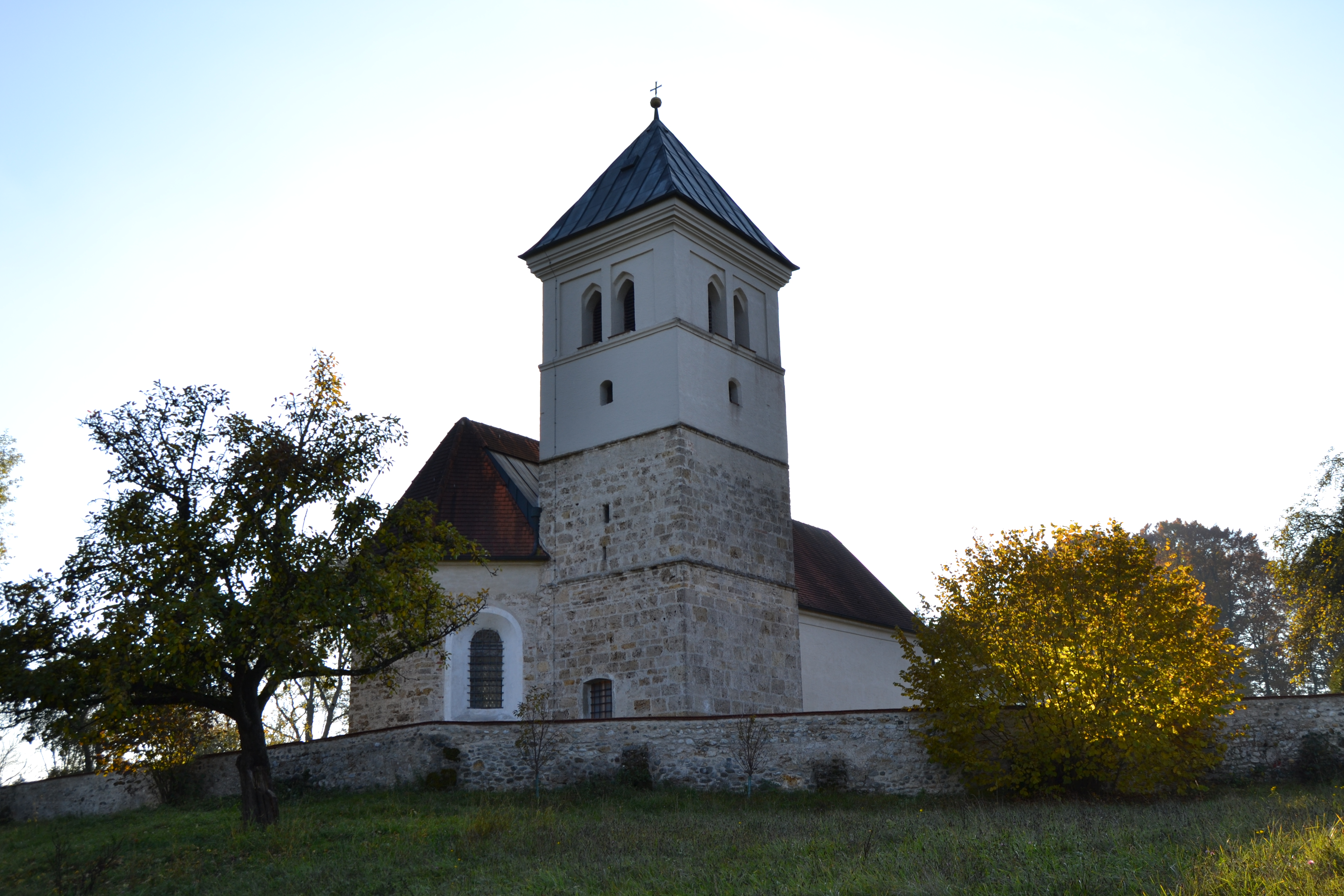
Filialkirche St. Margaretha Unterübermoos

- Kath. Pfarrkirche St. Katharina; barocke Anlage, nach 1707, Turm spätgotisch; mit Ausstattung.
- Unterübermoos: Kath. Kirche St. Margaretha; unverputzter Tuffquaderbau, spätgotisch, Anfang 16. Jh.; mit Ausstattung; alte Friedhofsmauer.
- Rettenbach: Kath. Filialkirche St. Peter und Paul; Turm spätgotisch, Langhaus barock, 1716; mit Ausstattung.
- Ebrach: Katholische Kirche Hl.-Kreuz-Auffindung (ehem. Wallfahrt zum Hl. Kreuz); spätgotisch, barock ausgebaut um 1700; mit Ausstattung.
- Dirnhart: Marienkapelle, von 1983
- Eglsee: Hofkapelle
- Filzenwirth Sandlkapelle, von 1963
- Graben: Flurkapelle St. Maria, Katharina und Leonhard, von 1988
- Ried: Wegkapelle; Ende 19. Jh.; nordöstlich

## Prien am Chiemsee
- Kath. Pfarrkirche St. Mariä Himmelfahrt,
- Evang.-luth. Christuskirche, erbaut 1927/28 von German Bestelmayer; mit Ausstattung.
- Neuapostolische Gemeindezentrumskirche
- Allerseelenkapelle
- Nischenkapelle an der Prienbrücke
- Trautersdorf: Dorfkapelle Ex Voto
- Griebling: Kath. Kapelle St. Anna; erbaut 1684, im Kern älter, barocker Ausbau 1765, erneuert 1979; mit Ausstattung.
- Urschalling: Kath. Filialkirche St. Jakobus d. Ä., romanisch, um 1200; mit Ausstattung.
- Prien-Osternach: Jakobuskapelle.
- Prien-Osternach: Hofkapelle
- Arbing: Kapelle; barock, Ende 17. Jh.; mit Ausstattung.
- Bachham: Hofkapelle, wohl Anfang 20. Jh.; mit Ausstattung; Latschenweg 1
- Pruttdorf: Kriegergedächtniskapelle
- Schmieding: Hofkapelle in Nischenform

## Prutting
- Pfarrkirche Maria Opferung
- Prutting Dobl: Wegkapelle in Nischenform
- Edling: große offene Nischenkapelle
- Nendlberg: Kapelle erneuert 1990
- Wolkering: Weilerkapelle

## Ramerberg
- Pfarrkirche St. Leonhard
- Zellerreit: Schlosskapelle St. Georg des Schlosses Zellereith
- Brandstett: Hofkapelle 2. Hälfte des 19. Jhs.
- Oberkatzbach: Hofkapelle St. Rupert, 2001, Katharina und Franz Xaver beim Stöger
- Sendling: Arch: Hofkapelle St. Maria in Form einer Nischenkapelle
- Sendling-Attelfeld: Ortskapelle. neugotisch, l. Hälfte 19. Jahrhundert.

## Raubling

Pfarrkirche Hl. Kreuz

- katholische Pfarrkirche Hl. Kreuz, gebaut 1952, geweiht 1953
- evangelische Christus-Kirche
- Obermair-Kapelle
- Eichelrainkapelle: Kapelle zur Schmerzhaften Muttergottes
- Staudach: Hofkapelle Vierzehn Heiligen

### Ortsteil Redenfelden
- Kath. Kirche St. Erasmus, Neubau nach 1961; mit historischer Ausstattung

### Ortsteil Pfraundorf

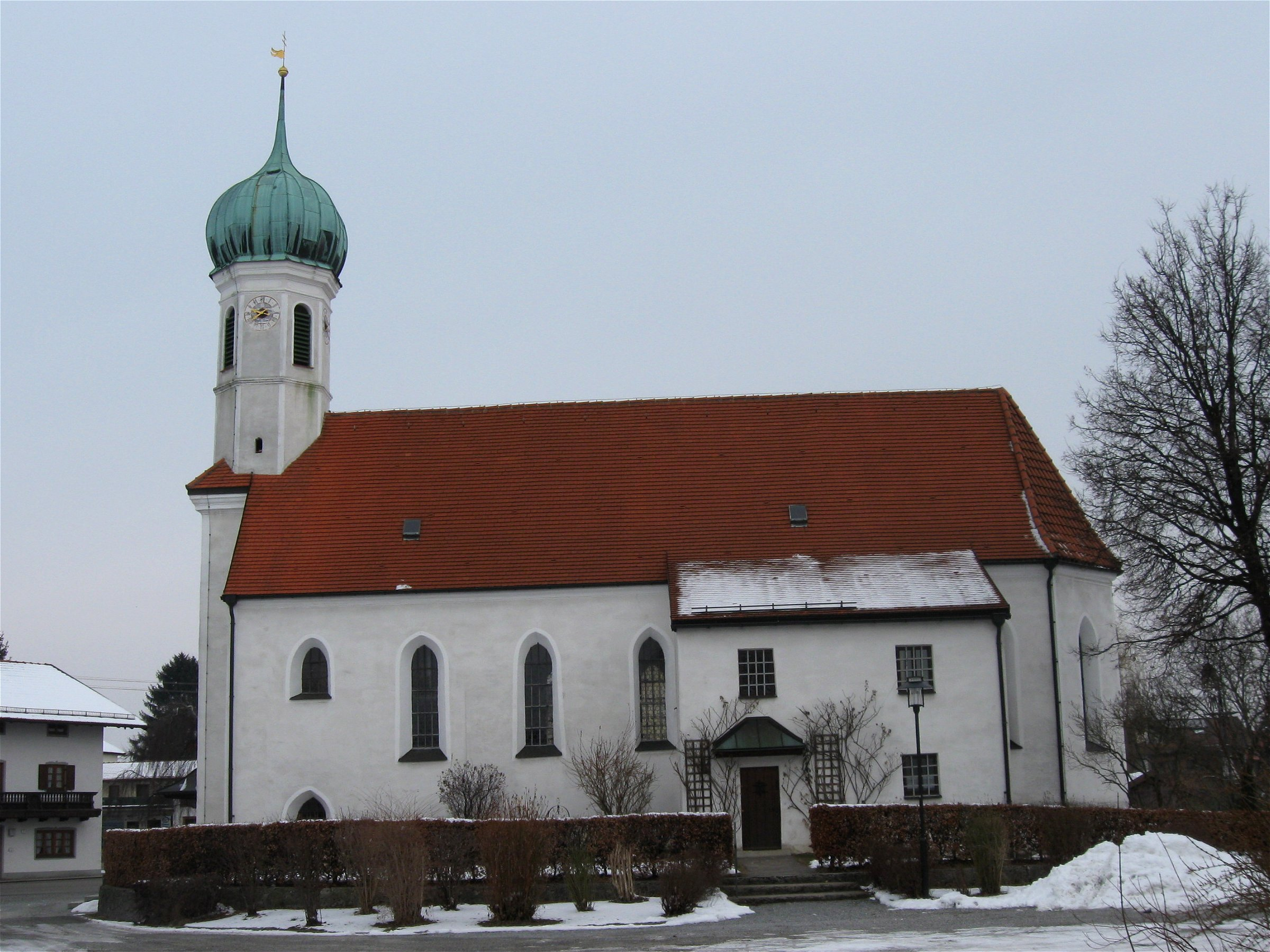
St. Nikolaus, Pfraundorf

- Kath. Filialkirche St. Nikolaus; spätgotisch, 15./16. Jh., im Kern z. T. spätromanisch, 13. Jh.; mit Ausstattung.;

### Ortsteil Reischenhart
- Kath. Filialkirche St. Petrus; spätgotische Anlage mit romanischen Mauerwerksteilen im Langhaus, um Mitte 18. Jh. barock ausgebaut; mit Ausstattung. Friedhofsummauerung, im Kern wohl noch spätmittelalterlich.;

### Ortsteil Kirchdorf am Inn

St. Ursula, Kirchdorf

- Pfarrkirche St. Ursula

### Ortsteil Großholzhausen
- Kath. Pfarrkirche St. Georg; im Kern spätgotisch, 1690 durch Hans Mayr umgestaltet; mit Ausstattung
- Pestkapelle; 19. Jh., mit Ausstattung; etwa 300 m südlich des Ortes

### Ortsteil Kleinholzhausen
- Filialkirche St. Johannes Baptist; 1732/35 von Abraham Millauer erbaut; mit Ausstattung

### Ortsteil Nicklheim
- Filialkirche St. Theresia von Lisieux; 1928; mit Ausstattung.;

Quelle: Bildstöcke, Kapellen, Wegkreuze, Flurdenkmale in Raubling und Umgebung. Raubling 2002.

## Riedering
- Kath. Pfarrkirche Mariae Himmelfahrt, neuromanische Anlage 1858, Chormauern und Turmunterbau wohl 2. Hälfte 15. Jh.; mit Ausstattung; Friedhofskapelle, neuromanisch, 1860.
- Neukirchen am Simssee: Kath. Filial- und Wallfahrtskirche Maria Stern und St. Johann Baptist; im Kern spätgotisch, 1750 barockisiert; mit Ausstattung; Friedhofsummauerung, Bruchstein, 17./18. Jh.
- Pietzenkirchen: Kath. Filialkirche St. Stephan und Laurentius; Turm 2. Hälfte 15. Jh., Chor und Langhaus neugotisch, 1882; mit Ausstattung.
- Gögging: Kath. Dorfkirche St. Andreas und Vitus, Filialkirche von Riedering; im Kern 2. Hälfte 15. Jh., Sakristei Umgestaltung 1842–47; mit Ausstattung.
- Patting: Kath. Gnadenkapelle St. Maria; Anfang 18. Jh.; mit Ausstattung.
- Petzgersdorf: Kapelle; neuromanisch, 1849; mit Ausstattung.
- Kinten: Wegkapelle; Mitte 19. Jh.; mit Ausstattung; südwestlich am Waldrand.
- Niedermoosen: Josephskapelle
- Spreng: Eubios-Kapelle bzw. Hackethal-Kapelle
- Tinning: Kath. Kapelle St. Sebastian; um 1640 erbaut; mit Ausstattung.

### Ortsteil Söllhuben
- Kath. Pfarrkirche St. Rupertus und Martinus; spätbarocker Zentralbau, 1766/69 nach Plänen von Johann Michael Fischer errichtet; mit Ausstattung.
- Aussichtskapelle:
- Schwemmreit: gotisierende Kapelle
- Parnsberg: Marienkapelle

## Rimsting
- Pfarrkirche St. Nikolaus mit Hochaltar und Kanzel der ehemaligen Domstiftskirche auf Herrenchiemsee
- Filialkirche St. Petrus und St. Leonhard in Greimharting (Pfarrei Prien)
- Filialkirche St. Salvator (Pfarrei Prien)
- Kapelle "St. Kolomann" in Hochstätt
- Kapelle "zur Unbefleckten Empfängnis Maria" bei Gattern
- "Kriegergedächtniskapelle" Pinswang
- "Kalkgruber Kapelle"

## Rohrdorf
- Pfarrkirche St. Jakobus d. Ä.

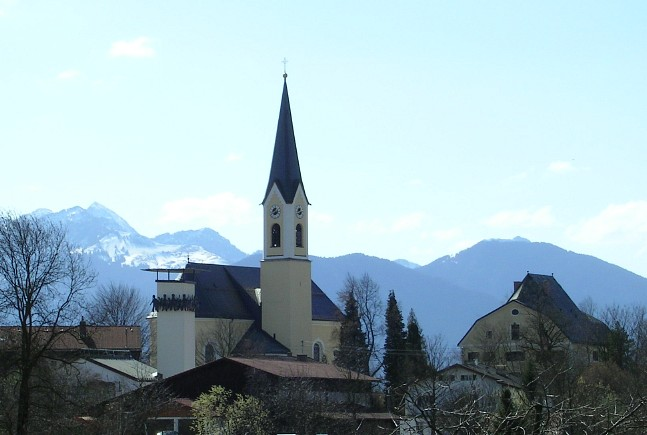
Pfarrkirche St. Jakobus d. Ä.

- Lauterbach: Filialkirche St. Johann Baptist
- Höhenmoos: Pfarrkirche St. Peter
- Thansau: Kirche Hl. Familie
- Rohrdorf: Marienkapelle
- Achenmühle-Eßbaum: Josefskapelle
- Geiging: Kapelle U. L. Frau von Altötting
- Guggenbichl: Lourdeskapelle, zweite Hälfte des 19. Jh., erneuert 1983
- Sachsenkam: Weilerkapelle zu Ehren Mariens
- Schaurain: Kapelle
- Taffenreuth: Hofkapelle
- Thalmann: Ortsteilkapelle St. Maria

## Rott am Inn
- Pfarrkirche und ehemalige Abteikirche St. Marinus und Anianus
- Feldkirchen: Filialkirche Unsere Liebe Frau

## Samerberg

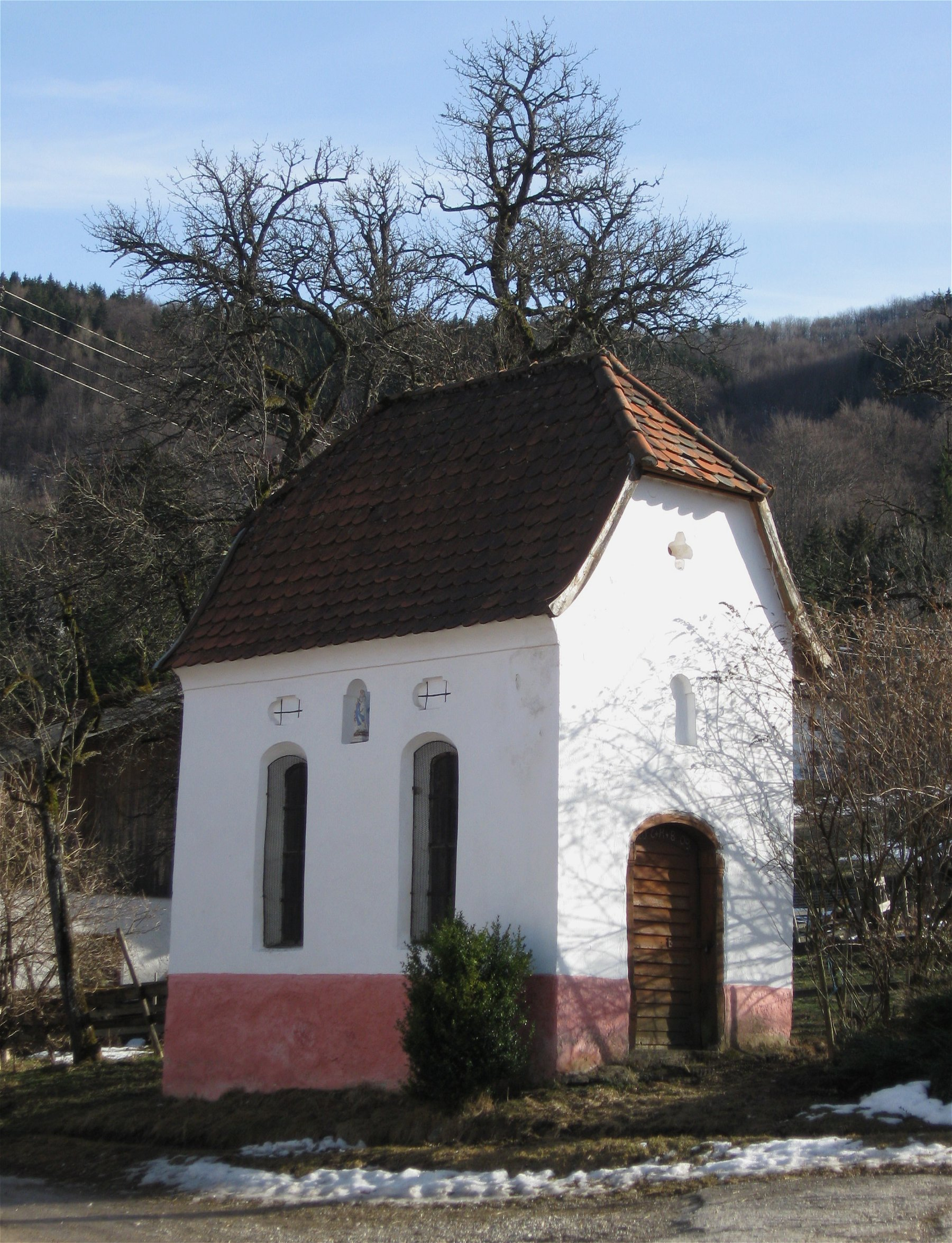
Hofkapelle Gritschen

Aussichtskapelle in Obereck

Pfarrkirche Maria Himmelfahrt in Törwang

- Duftbräu: Weilerkapelle "Duftbräu-Kapelle", 1930; mit Ausstattung
- Essbaum: Dorfkapelle neugotisch, 2. Hälfte 19. Jh.; mit Ausstattung
- Grainbach: Filialkirche St. Ägidius und St. Niclas; im Kern spätromanischer Bau, 13. Jh., Chor und Turm Ende 15. Jh., Inneres im 18. Jh. barockisiert; mit Ausstattung
- Geisenkam: Zenzn Kapelle ist eine kleine Marien-Nischenkapelle
- Geisenkam: Sigl Kapelle
- Grainbach: Dorfkapelle zu den 14 Nothelfern; Neu erbaut 1989, mit Vierzehnnothelfertafel von 1723; am Ortsausgang an der Straße nach Frasdorf
- Grainbach: Flurkapelle St. Maria
- Grainbach-Ost: kleine Nischenkapelle St. Karl Borromäus
- Gritschen: Hofkapelle mit Abraham Bilder an der Decke, Schopfwalmdach, im oberen Teil Bienenhaus eingebaut, 1. Hälfte 19. Jh.
- Roßholzen: Filialkirche St. Bartholomäus; spätgotische Anlage, 15. Jh., Inneres 1755 barockisiert; mit Ausstattung. Friedhof mit Ummauerung.
- Steinkirchen: Kath. Filialkirche St. Peter; spätgotische Anlage, Ende 15. Jh., im Inneren barockisiert; mit Ausstattung; Friedhof mit Ummauerung und schmiedeeisernen Grabkreuzen, 18.–20. Jh.
- Hintersteinberg: Hofkapelle St. Maria, Mater Dolorosa.
- Lues: Hofkapelle.
- Obereck: Aussichtskapelle, 19. Jh.; mit Ausstattung
- Sattelberg: Hofkapelle; Rokoko, 2. Hälfte 18. Jh.; mit Ausstattung; angebaut an Haus Nr. 1.
- Schilding: Dorfkapelle
- Schweibern: Hofkapelle
- Törwang: Flurkapelle südlich vom Ort: Kapelle zu Ehren der Pestpatrone und Viehpatrone
- Törwang: Pfarrkirche Maria Himmelfahrt
- Törwang: Sebastianskapelle

### Bilder

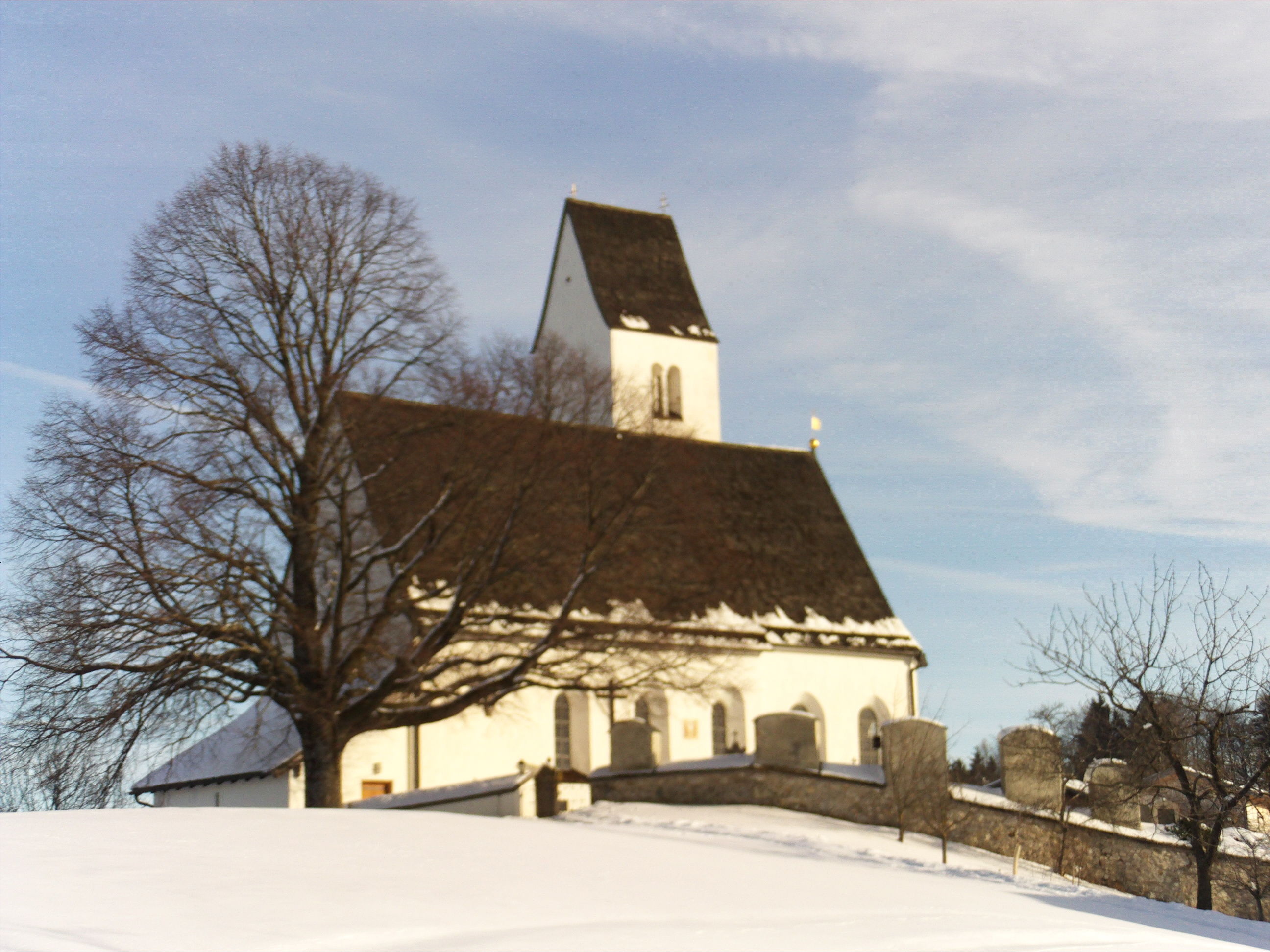
Filialkirche St. Peter in Steinkirchen
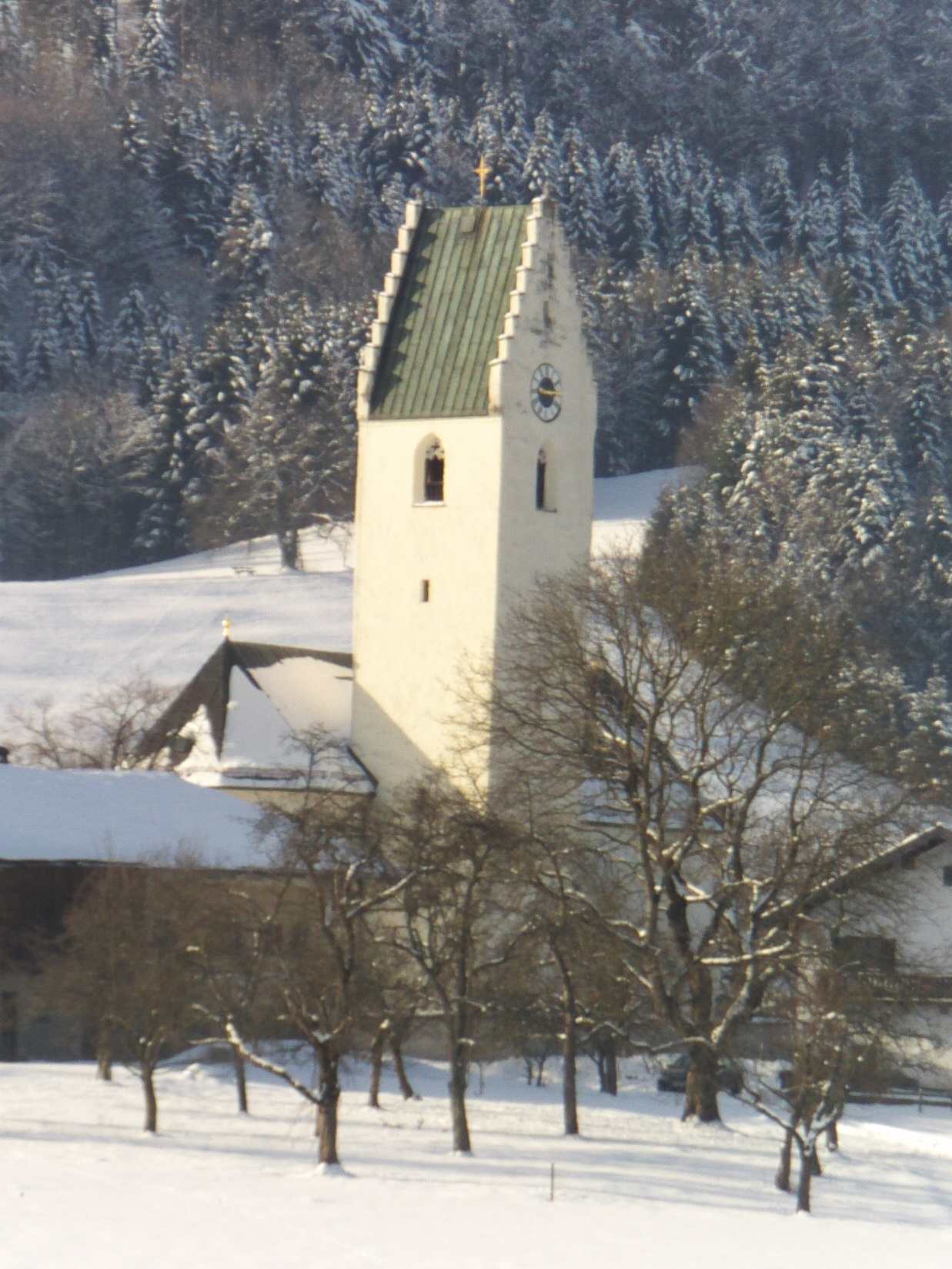
Filialkirche St. Bartholomäus in Roßholzen
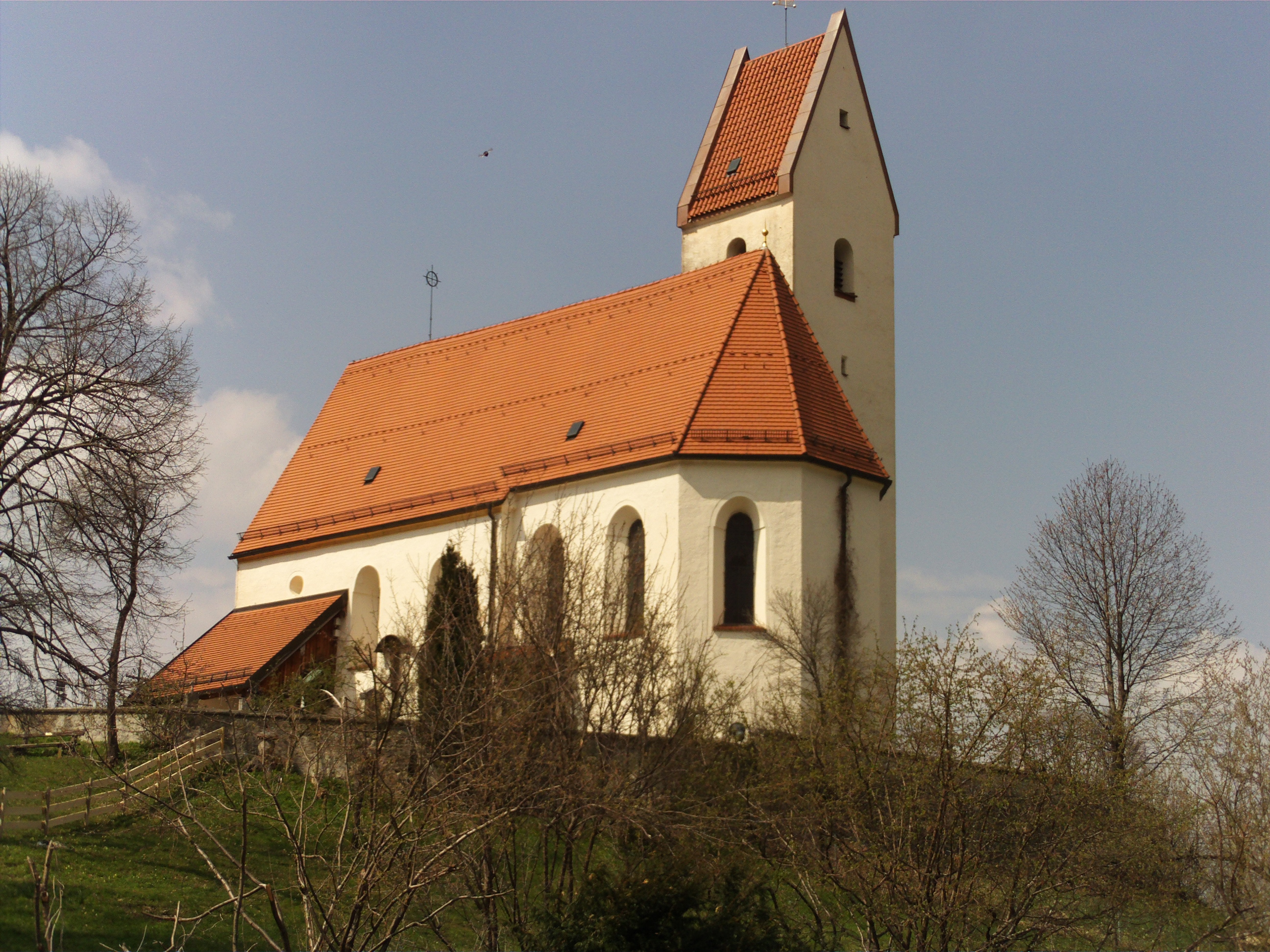
Filialkirche St. Ägidius und Nikolaus in Grainbach

## Schechen
- Kath. Filialkirche St. Margareta
- Hochstätt: Kath. Kirche St. Vitus
- Marienberg: Kath. Filialkirche Maria Heimsuchung
- Pfaffenhofen am Inn: Kath. Pfarrkirche St. Laurentius
- Berg: Leonhardikapelle
- Hochstätt: Raspn-Kapelle
- Oberwöhrn: Schaffler-Kapelle.
- Ranft: Loaner Kapelle St. Maria zu Lourdes
- Weiher: Schneider-Kapelle
- Ziegelreuth bzw. Kaps: Die Kaps-Kapelle, Wallfahrtskapelle "Maria-Hilf
- Deutelhausen: Hofnischenkapelle

## Schonstett
- Pfarrkirche St. Johann Baptist

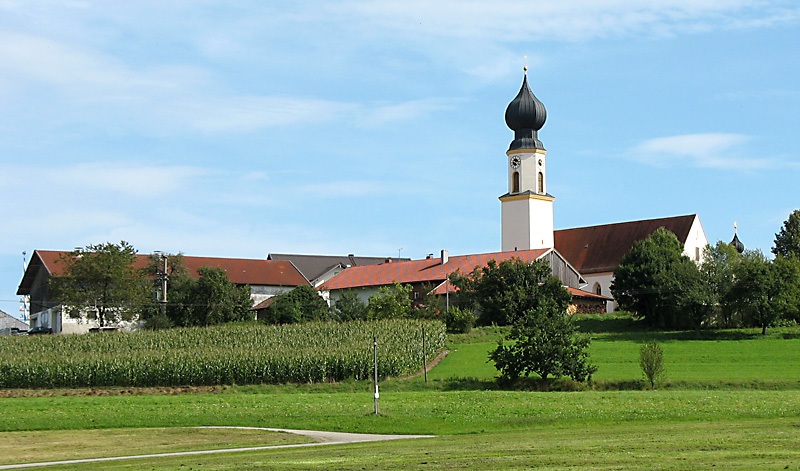

- Helperting: Flurkapelle St. Maria zu Lourdes
- Irlach: Flurkapelle St. Maria, erbaut 1962
- Weichselbaum: Hofkapelle, erbaut nach dem Ersten Weltkrieg Anfang 20. Jh.

## Söchtenau
- Pfarrkirche St. Margaretha[5]
- Schwabering: Pfarrkirche St. Peter[5]
- Aschau: Lourdeskapelle
- Könbarn: neugotische Feldkapelle
- Krottenmühl: Hauskapelle
- Krottenmühl: Lourdesgrotte am See, z. Z. nur mit Fatimamadonnenbild
- Osterfing: barocke Kapelle
- Rachelsberg: Flurkapelle zu den 7 hl. Zufluchten
- Rins: Hofkapelle St. Maria
- Stetten: Hofkapelle
- Stucksdorf: Offne Feldkapelle
- Unterthal: Christophoruskapelle als Hofkapelle

## Soyen
- Pfarrkirche St. Peter und Paul
- Neue Pfarrkirche: ein Notbau als Mehrzweckgebäude, errichtet 1972
- Rieden: Pfarrkirche St. Peter
- Kirchreit: Kirche Maria Himmelfahrt, ehem. Wallfahrtskirche mit Gnadenbild Maria Hilf
- Schlicht: Filialkirche St. Coloman
- Zell: Kirche St. Laurentius, um 1487 erbaut
- Königswart: Hofkapelle St. Michael, erbaut zum 10. Sept. 1855
- Koblberg: Waldkapelle St. Maria von 1927, restauriert 2001
- Mühltal: Schlosskapelle St. Maria von 1650, jetziger Bau ca. 1740–1750
- Strohreith: Hofkapelle gegeißelter Heiland, erbaut 1848–58, stand bis 17. Juli 1967. Jetzt ein Neubau von Nov. 1967

## Stephanskirchen

Wallfahrtskirche zu den heiligen 14 Nothelfern

- Schlossberg: Katholische Pfarrkirche St. Georg
- Haidholzen: kath. Kirche Königin des Friedens,
- Haidholzen: ev. Kirche Heilig Geist
- Stephanskirchen: Katholische Pfarrkirche St. Stephanus
- Leonhardspfunzen: Katholische Wallfahrtskirche St. Leonhard und St. Jakob
- Leonhardspfunzen: Brunnenkapelle
- Kleinholzen: Katholische Wallfahrtskirche Zu den 14 Nothelfern
- Baierbach: Katholische Filialkirche St. Magdalena
- Baierbach: Hofkapelle Herz-Jesu.
- Weinberg beim Gocklwirt: Hofkapelle
- Westerndorf: Lourdeskapelle
- Westerndorf: Kapelle

### Bilder

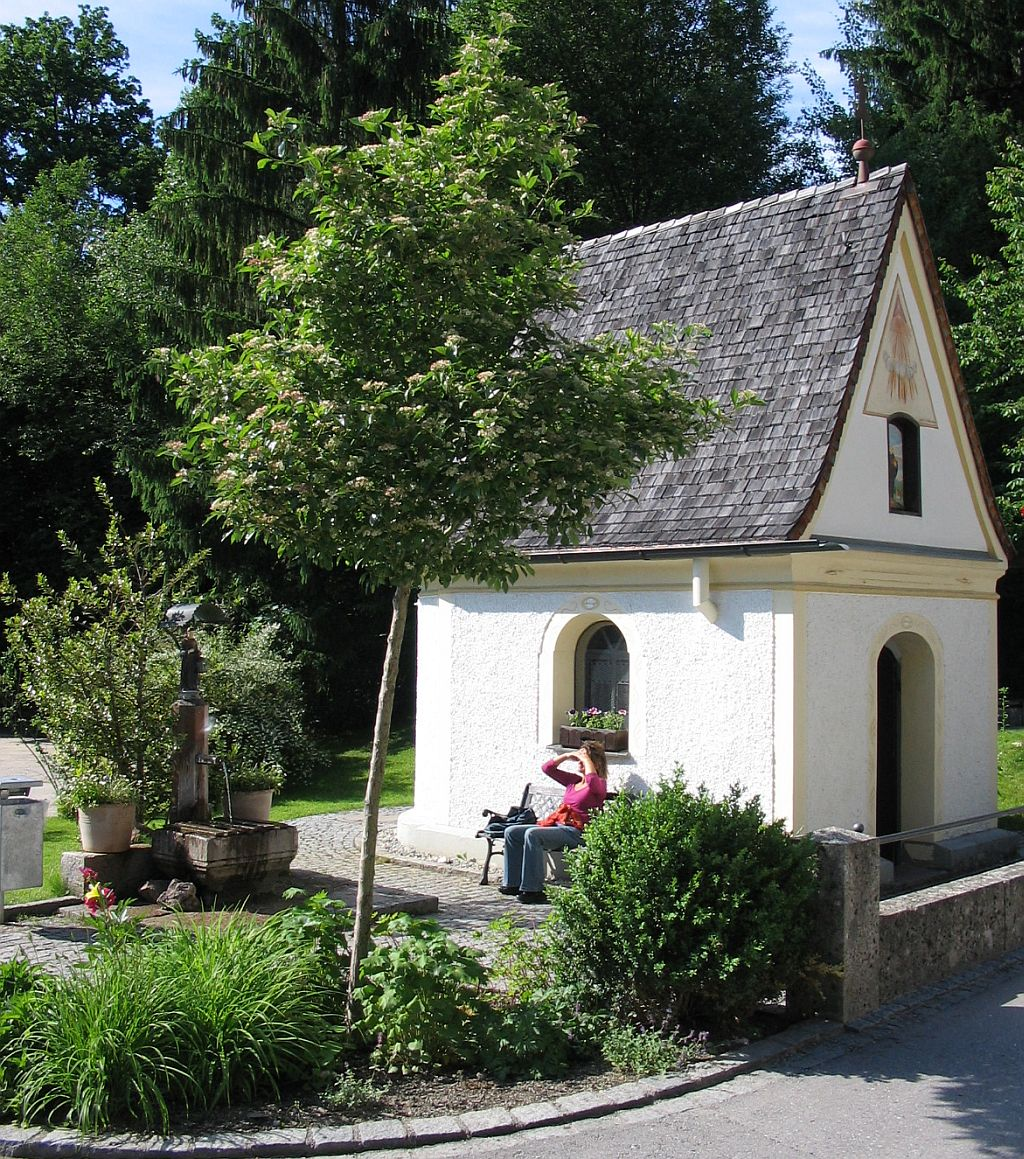
Brunnenkapelle in Leonhardspfunzen

## Tuntenhausen

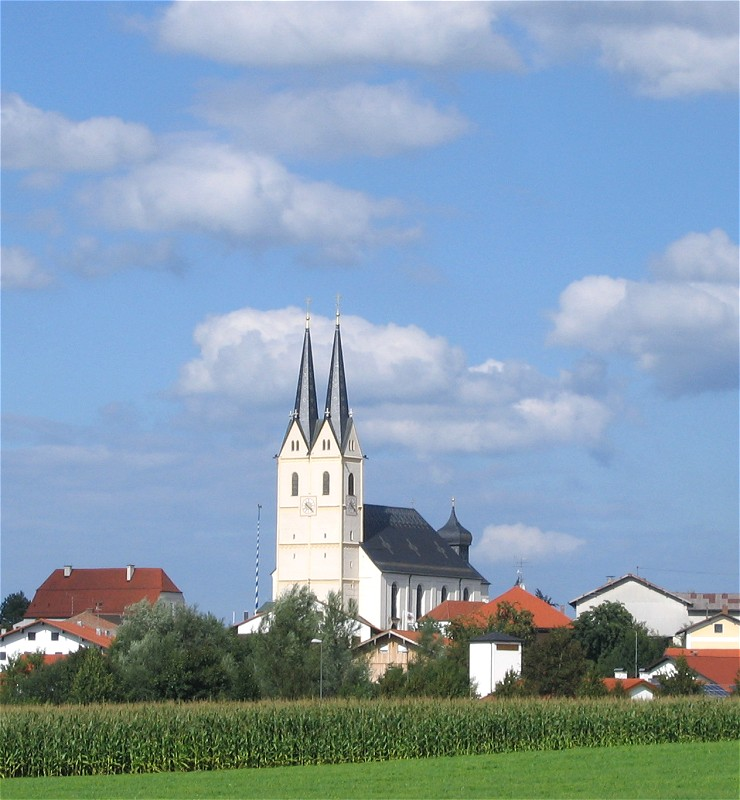
Wallfahrtskirche in Tuntenhausen

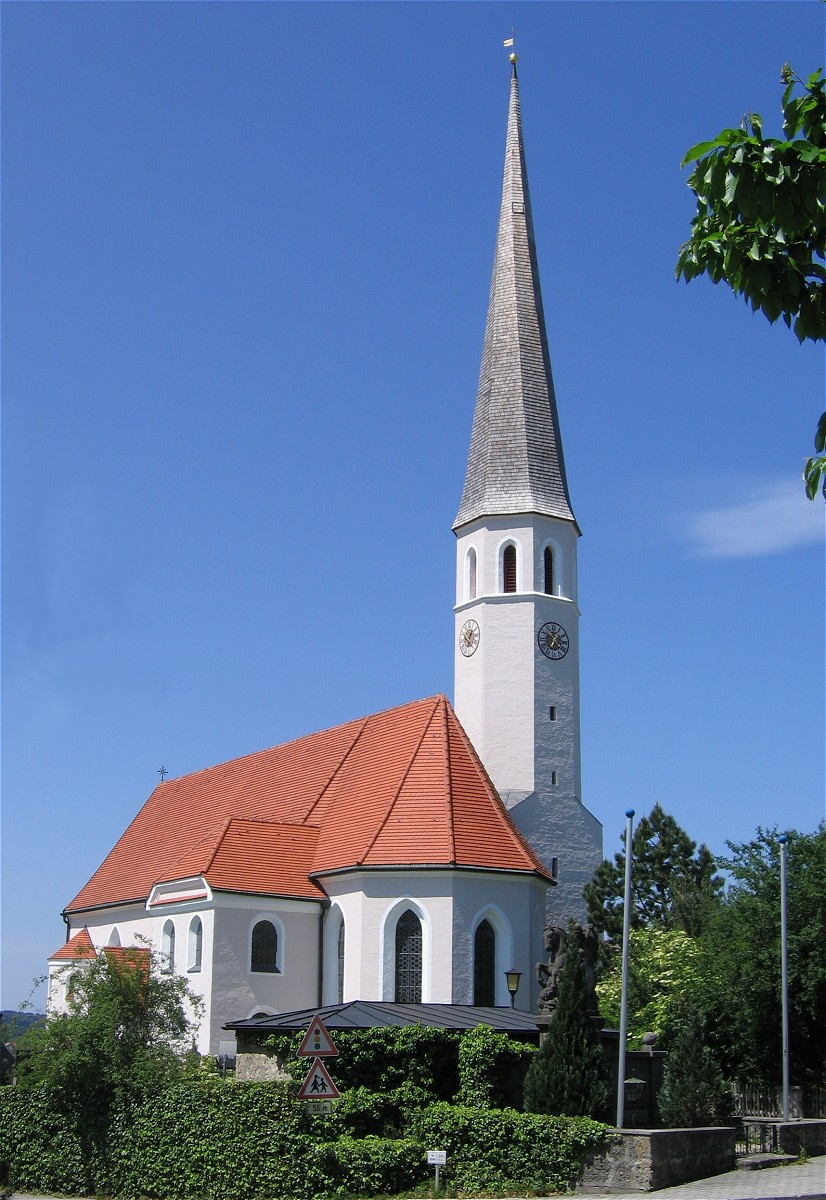
Kirche in Ostermünchen

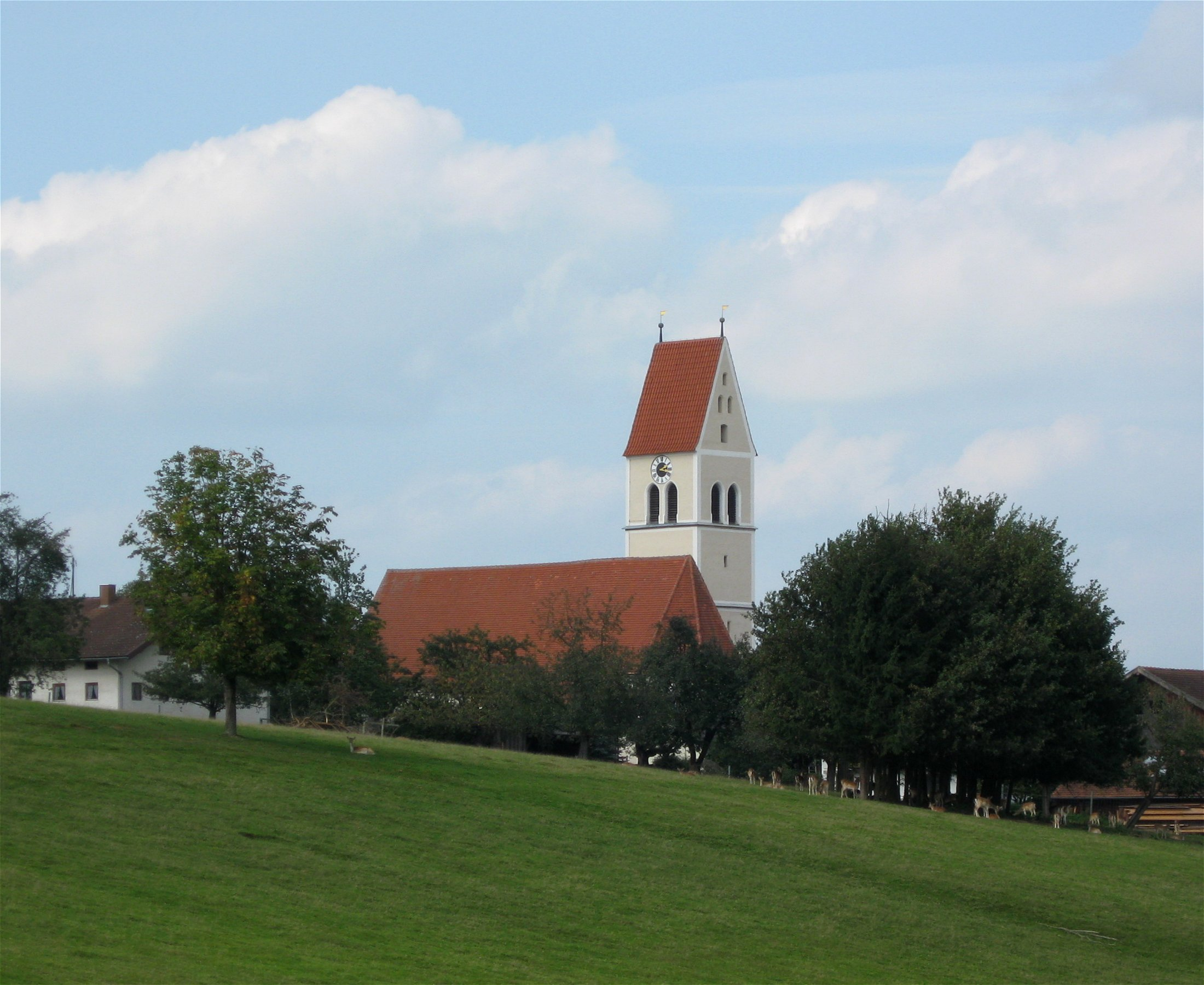
Pfarrkirche Mariä Himmelfahrt in Lampferding

- Pfarrkirche Mariä Himmelfahrt: dreischiffige Hallenkirche, 1627/30 errichtet, Chor Ende 15. Jh., Türme 1513–33; mit Ausstattung; Friedhof über hohen Stützmauern
- Dettendorf: Katholische Filialkirche St. Nikolaus, im Kern romanisch, Chor und Turm spätgotisch, mit Ausstattung, erste Erwähnung 981–994.
- Eisenbarting: Flurkapelle. Erbaut von Bernhard u. Therese Hauser im Jahr 1904
- Lampferding: Katholische Pfarrkirche Mariä Himmelfahrt: spätgotisch, im 18. Jh. barockisiert und erweitert; mit Ausstattung
- Lampferding: Flurkapelle als Nischenkapelle mit gegeißeltem Heiland
- Schweizerberg: Flurkapelle als Lourdeskapelle, erbaut 1921 von J+Th Baumann.
- Stetten: Kapelle im 19. Jahrhundert; mit Ausstattung
- Innerthann: Katholische Filialkirche St. Dionys: spätgotisch mit Dachreiter, um 1430; mit Ausstattung.
- Jakobsberg: Kath. Filialkirche St. Jakob: im Kern spätgotisch, barocker Ausbau 1678/80 durch Johann Mayr; mit Ausstattung
- Schmiedhausen: Fatimakapelle als Weilerkapelle, errichtet im Hl. Jahr 2000 von Ignaz und Rosi Wallner.
- Fischbach: Hofnischenkapelle Maria Lourdes: 18. Jh.; mit Ausstattung; nördlich der Kirche

### Ortsteil Ostermünchen
- Kath. Pfarrkirche St. Stephan und St. Laurentius: 1504 errichtet, 1693 und 1794 verändert; mit Ausstattung.
- Oberrain, Haus Nr. 4: Burgkapelle St. Georg im dritten Geschoss des Turms an der Ostseite des ehemaligen Schlosses; 16. Jh.
- Oberrain: Kreuzkapelle, gegenüber dem ehemaligen Schloss (Haus Nr. 4) am Bauernhof (Haus Nr. 5); 2008

### OrtsteilBeyharting
- Katholische Pfarrkirche und ehemalige Augustinerchorherrenstiftskirche St. Johann Baptist, 1150
- Kapelle, 18. Jahrhundert, nördlich der Kirche.
- Hohe Kapelle, offene große Nischenkapelle; 18. Jahrhundert; mit Ausstattung; an der Straße nach Tuntenhausen

### Ortsteil Hohenthann
- Kath. Pfarrkirche St. Johannes Evangelist: im Kern spätgotisch, 1480, barocke Umgestaltung 1624/65; mit Ausstattung; Friedhof mit hoher Einfriedungsmauer, wohl 17./18. Jh.
- Biberg: Katholische Filialkirche St. Ulrich und Leonhard: im Kern spätgotisch; mit Ausstattung
- Mailling: Kirche St. Calixtus. 1585.
- Schönau: Kath. Pfarrkirche Maria Himmelfahrt: barocke Anlage, um 1720; mit Ausstattung.
- Westlich von Sindlhausen: Barocke Flursäule
- Sindlhausen: Kath. Filialkirche St. Margaretha: im Kern angeblich spätgotisch, sonst wohl 18. Jh.; mit Ausstattung
- Thal: Kath. Filialkirche St. Georg: romanischer Tuffquaderbau, im Kern um 1200; mit Ausstattung
- Antersberg: Kapelle St. Maria Lourdes. 1884.
- Bolkam: Kapelle Maria Hilf. modern; mit historischer Ausstattung
- Bolkam: Klausenkapelle als Flurkapelle mit Ausstattung einer Lourdesgrotte, zweite Hälfte 19. Jahrhundert.
- Guperding: Kapelle, zweite Hälfte 19. Jahrhundert, neugotisch,
- Mailling: Kapelle, 19. Jahrhundert
- Oed: Hofkapelle; Ende 19. Jh.; mit Ausstattung

## Vogtareuth
- Pfarrkirche St. Emmeram
- Friedhofskapelle St. Michael

Filialkirche St. Georg in Straßkirchen

- St. Franziskus-Kapelle an der Staatsstr. südlich des Ortes. Erbaut um 1650.
- Straßkirchen: Filialkirche St. Georg
- Benning: Hofkapelle.
- Entmoos: Kapelle zu unserer Lieben Frau
- Gaffl: Marienkapelle
- Seeleiten: Hofkapelle

### Ortsteil Zaisering
- Pfarrkirche St. Vitus
- Friedhofskapelle
- Josefskapelle

## Wasserburg am Inn
- Kirche St. Michael
- Burg und Burgkapelle
- Pfarrkirche St. Jakob
- Frauenkirche
- Max-Emanuel-Kapelle
- Kirche St. Achatz
- Pfarrkirche St. Michael vom Kloster Attel
- Kapelle in Elend
- Leprosenkirche St. Achatz